# 鳩山由紀夫
- 鳩山由紀夫
- 鳩山友紀夫

鳩山 由紀夫（はとやま ゆきお、1947年〈昭和22年〉2月11日 - ）は、日本の政治家、経営工学者。公益財団法人友愛理事長、一般財団法人東アジア共同体研究所理事長、アジアインフラ投資銀行国際諮問委員会委員。学位はPh.D.（スタンフォード大学・1976年）で、西安交通大学名誉教授。
内閣総理大臣（第93代）、内閣官房副長官（細川内閣）、衆議院議員（8期）、民主党代表（第2・7代）、民主党幹事長（第7代）、旧民主党代表（初代）、旧民主党幹事長（初代）、新党さきがけ代表幹事（第2代）、共和党棟梁（代表）を歴任した。
2013年から「鳩山 友紀夫」（読み同じ）をメディア出演時に「ペンネーム」として使用している。本人の公式ウェブサイトでは「改名」したとしているが、本名は「由紀夫」のままであり、報道などでは依然「由紀夫」表記が多い。2025年現在、公式ウェブサイトやXのプロフィールでは両方の表記が使用されている。

## 来歴

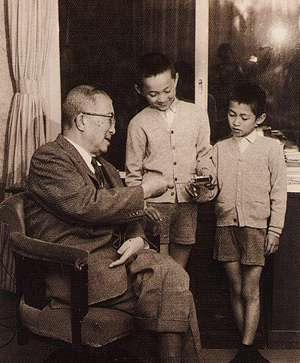
祖父・鳩山一郎（左）、鳩山由紀夫（中央）、弟・鳩山邦夫（右）

東京都小石川区（現・文京区）に大蔵官僚（のちに参議院議員）だった父・鳩山威一郎、母・安子の長男として生まれる。学習院初等科、学習院中等科を卒業。学習院時代、同窓には松平恒和、杉山元和などがいた。1965年に東京都立小石川高等学校卒業。1969年に東京大学工学部計数工学科を卒業後、スタンフォード大学大学院博士課程でオペレーションズ・リサーチを専攻し1976年にPh.D.を取得（博士論文はシステムの信頼性解析に関するもの）。1976年、東京工業大学助手に就任。1981年、専修大学経営学部助教授に就任。1984年3月、政界入りを志して退職。

### 自由民主党
1986年の第38回衆議院議員総選挙で自民党公認・田中派新人候補として、祖父の代からの地盤であった北海道旧4区 から立候補した。鳩山事務所側は「立候補の直接のきっかけは三枝三郎（福田派）の引退がきっかけ」としている。初の選挙スローガンは研究者の経歴をアピールした「政治を科学する」であった。得票数では同じ自民党の高橋辰夫（福田派）に次いで2番目の得票数で当選した。小選挙区になった1996年以降は、鳩山家の開拓地域が選挙区から外れた（中選挙区時代のライバルで民社党出身小平忠正が選出されている北海道10区内の栗山町）。なお、地方区分の選挙区自体は祖父と重複していないため、祖父の地盤を世襲していないと扱われた。弟・邦夫に遅れること10年での政界入りだったが、豊富な資金、祖父以来の人脈や名門出身の毛並みの良さに支えられた。
1987年7月、竹下登を領袖とする経世会が結成され、田中派が竹下派（経世会）、二階堂グループ、中立系に3分裂した際は竹下派に移った。
1988年9月2日、同期当選組を中心とした派閥横断的な政策集団として、のちの新党さきがけの母体となる「ユートピア政治研究会」を結成。
1990年、第39回衆議院議員総選挙（旧北海道4区、自民党公認）で2期目の当選。1991年北海道知事選挙で横路孝弘北海道知事への対抗馬に名前が挙がったが固辞した。

### 新党さきがけ結成
1993年6月18日、政治改革を巡り自民党を離党。6月21日、武村正義らと新党さきがけを結成し、新党さきがけ代表幹事・事務局長に就任。第40回衆議院議員総選挙（旧北海道4区・さきがけ公認）で3期目当選後、非自民・非共産連立政権で成立した細川内閣では内閣官房副長官（政務）に就任し、新党さきがけ代表の武村官房長官、代表代行の田中秀征首相特別補佐、日本新党代表幹事で、のちに、新党さきがけに移籍する荒井聰とともに細川内閣を支えた。この際、東京佐川急便事件の一件により、9ヶ月余りで総辞職する事になる細川内閣の顛末を間近に経験することになる。
日本社会党委員長村山富市を首班とする自社さ連立政権では、さきがけ初代代表幹事園田博之の内閣官房副長官就任にともない、後任の代表幹事として政権を支えた。
1994年秋、北海道経済界や保守陣営から翌春の新人対決の1995年北海道知事選挙に再度出馬がとりざたされ本人も乗り気だったが、村山と武村と井出正一の説得で断念。佐藤静雄の当時の所属政党自由連合と自民党の共同推薦候補伊東秀子を平和・市民代表田英夫らと共に支持や支援したが横路後継で新進党と日本社会党の推薦候補の前副知事堀達也に敗北した。
1995年7月、第17回参議院議員通常選挙で新党さきがけ代表幹事として山中燁子を北海道選挙区で擁立を画策したが、山中は辞退した。

### 民主党 (旧)
1996年の春ごろから新党さきがけの党名を発案した簗瀬進や簗瀬の宇都宮高校の後輩で中選挙区時代からのライバルで同じく栃木1区出馬予定の新進党幹部船田元と新党構想を打ち上げる。船田との新党作りは挫折したが、さきがけを離党し、横路、簗瀬、菅直人、弟の邦夫と共に旧民主党を結党し、菅直人と党共同代表になる。結成の際、自民党時代からの盟友であった武村正義を切り捨てた。この「排除の論理」 は「友愛」と共にこの年の新語・流行語大賞に選ばれた。
第41回衆議院議員総選挙（北海道9区・旧民主党公認）で4期目当選。1997年、民主党幹事長就任。

### 民主党
1998年、民主党を再編結成。幹事長代理に就任。
1999年2月26日の千葉市内での講演では、「あと数分とか数秒で日本を攻撃するミサイルが発射されるという状況が自明のとき、撃たれるままで手をこまねいていなければならないかというと、必ずしも憲法ではそうではない。自衛のために行動することは禁止されていないと理解している」と憲法上では先制攻撃が許される場合もありうるとの見方を示した。
1999年4月の札幌市長選挙では、民主党は現職桂信雄を推薦していたが、民主党を離党した中尾則幸を応援。しかし党からは一切処分を受けなかった。

#### 党代表
1999年9月の民主党代表選挙で菅直人、横路孝弘に勝利し、民主党代表就任。
2000年6月の衆院選（北海道9区）で5期目当選するが、自民党新人の岩倉博文に追い上げられ当時、党代表でありながら当確も当選も打たれたのは日付が変わってからで、小選挙区で300番目（最終）だった（比例代表北海道ブロックと重複立候補していたが、北海道で民主党の比例単独候補は上位に中沢健次、金田誠一、三井辨雄、他に1名おり当選者数は3人、鳩山自身は5位）。
2001年7月の参院選など、国政選挙の度に党勢を拡大させ、2002年9月の代表選でも勝利したが、直後の人事で中野寛成を幹事長に起用すると、露骨な論功行賞であると批判を浴びて求心力が低下、2002年12月、統一補欠選挙での惨敗と自由党との統一会派騒動をめぐる党内混乱の責任を取る形で代表を辞任。
その後、民主党内で最大派閥であった（民主党は「派閥」ではなく「グループ」としている）鳩山グループ（政権公約を実現する会）を率いて、憲法問題や北朝鮮による日本人拉致問題などについて積極的に発言するなど影響力を維持していた。

#### 党幹事長
2003年、民由合併に尽力し第43回衆議院議員総選挙（北海道9区）で6期目当選。
2004年の自民党議員の年金未納問題を追及していた際に自分も8年9か月間未納であったことが判明した。
2005年9月11日の第44回衆議院議員総選挙で7期目当選。この総選挙で民主党は議席を「177」から「113」に減らし、9月12日、党代表の岡田克也は引責辞任を表明。後継を争う代表選挙では、小沢一郎、菅直人らと後継代表の一本化を図るが、中堅、若手の代表格である前原誠司が立候補を表明したため水泡に帰した。鳩山は菅支持を明言。代表選挙は9月17日に行われ、前原が2票差で菅を破り、当選した。同日発足の前原執行部で幹事長に就任。同年、同志社大学客員教授。
2006年2月に発生した堀江メール問題では、当時幹事長にもかかわらず、ことの発端となったメールに関し、永田・前原両議員から事前にほとんど何の相談も受けていなかったとされる。3月、前原執行部が総辞職すると幹事長を引責辞任することを表明するが、同年4月7日に行なわれた前原誠司民主党代表辞任に伴う代表選で小沢一郎が当選すると、幹事長に留任した。新潟県中越沖地震発生当時、新潟市での演説を予定していたが、高崎駅で下車し、自動車で柏崎市入りした。党新潟県中越沖地震対策本部長に就任。
2007年7月の第21回参議院議員通常選挙大勝を受けての党役員人事で引き続き、党幹事長に留任。

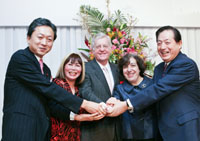
2008年4月1日、駐日アメリカ合衆国大使ジョン・トーマス・シーファー（中央）、公明党代表太田昭宏（右から1人目）と

2009年1月14日、日本教職員組合（日教組）新春の集いに参加し民主党支援に感謝の言葉を述べるとともに「日教組とともにこの国を担う覚悟だ」と挨拶した。
2009年1月29日の通常国会における衆院代表質問において、自民党本部の国有地賃貸問題を追及したが、同時期同理由で当時同じく賃貸で国有地に党本部を置いていた社民党から追及への不満を述べられると共に、鳩山自身も「社民党に言ったわけではない」などと釈明した。
2009年3月、小沢一郎民主党代表の秘書が政治資金規正法違反容疑で逮捕された際、「国策捜査」であると検察を批判。また2009年4月24日、SMAPメンバーの草彅剛が公然猥褻で逮捕されると「そこまでやるか」と警察を批判した。しかし、その後鳩山自身に政治資金規正法違反疑惑の捜査が及ぶと、「以前『国策捜査』と述べたことは感情論で述べたものであり、二度とは申していない」と述べた。

#### 2度目の代表就任
2009年5月16日、小沢一郎代表の辞任を受け、党幹事長を辞職。同日行われた民主党代表選挙で岡田克也を破り、代表に返り咲いた。
2009年6月、党議拘束が外された臓器移植法改正法案の採決に関し、「脳死は人の死」とする案（A案）を、小沢一郎や菅直人、岡田克也などほかの民主党幹部が賛成するなか、反対票を投じた。

### 野党時代の政策
改憲論
公約として憲法改正を前面に掲げて話題となった。新憲法制定議員同盟顧問を務め、憲法改正を推進した。2000年に「2年で改正試案を各党が出して、速やかに憲法改正の結論をつけよう」と呼びかけ、自らも憲法試案を作成した。また2005年には『新憲法試案―尊厳ある日本を創る』としてPHP研究所より出版している。
恒久平和調査局設置法案
国立国会図書館法を改正し、第二次世界大戦における日本の戦争加害を広報する恒久平和局を設ける「恒久平和調査局設置法案」を議員立法として提出した。なお鳩山は同法案の成立を目指す恒久平和のために真相究明法の成立を目指す議員連盟の呼びかけ人である。
歴史教科書問題
歴史教科書問題について2001年、訪問した韓国ソウルでの記者会見で扶桑社発行の中学歴史教科書について「歴史というものの事実を日本側にとって美化しようとしたことは明らか」「偏狭なナショナリズムを持った教科書が採用されることはあってはならない」と指摘し、「各地域の教育委員会で採択され、どんどん使用されていくことは望ましいことではない」と述べた。
鈴木宗男疑惑
鈴木宗男を非難しており、鈴木がいわゆるムネオハウス問題で自民党を離党すると「比例代表選出議員は離党したら議員を辞職すべき」と議員辞職を求めた。
2002年8月、友人とともに居酒屋「トモト」を新橋駅で開店、民由合併にも一役買った。しかし、価格を安く抑えたこともあって経営が厳しくなった事や共同経営者平山誠が立候補した事もあり、2005年12月28日閉店した。

#### 国立メディア統合センター
2009年5月9日の講演にて、平成21年度補正予算案に計上された「国立メディア芸術総合センター」（仮称、117億円）について「アニメが好きなのは麻生太郎首相だ。首相が好きだから、官僚が作ってやろうと。簡単にいえば国立の漫画喫茶だ。大変な浪費で、ばかばかしい」と非難した。同5月27日の党首討論にて「いわゆる漫画喫茶の民業圧迫になる」と批判した。

### 内閣総理大臣

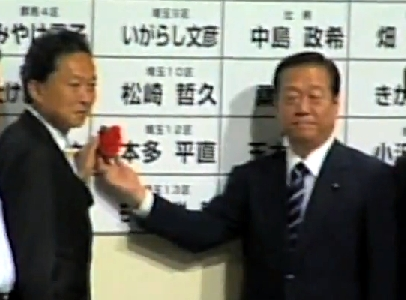
2009年8月30日、民主党代表代行小沢一郎（右）と共に衆院選の当選者の名前に花をつける

献金問題の追及が進展するなか2009年8月30日投開票の第45回衆議院議員総選挙にて、民主党は単独政党として史上最多の308議席を獲得。同年9月16日、衆参両院の内閣総理大臣指名選挙で国民新党・社会民主党を連立与党として、第93代内閣総理大臣に就任。戦後の首相としては、初の理系学部出身で、国立大学出身の首相は、宮澤喜一以来16年振りであった。また、新制大学としての東京大学卒の内閣総理大臣は史上初だった。なお理系出身首相には中央工学校卒業の田中角栄や水産講習所（現・東京海洋大学）卒業の鈴木善幸がいる。政権は高支持率でスタートした。2009年の流行語大賞には「政権交代」が大賞に選ばれ、表彰式には代理の小川敏夫が出席した。
2010年4月には米誌『タイム』が「世界で最も影響力のある100人」リーダー部門で鳩山を6位に選出し、鳩山は「革新的には見えない」が「（自民党による）事実上の一党支配体制を、機能する民主主義に変わる手助けをした」と評価した。
環境問題
環境問題については地球温暖化防止に強い関心を見せており、日本の2020年までの温室効果ガスの削減目標（中期目標）について、「1990年比25%削減を目指す」ことを国際社会に約束した。この構想を鳩山は「鳩山イニシアチブ」と名づけた。しかしこの目標について中国は「うぬぼれ・まやかし」と批判した。鳩山イニシアチブなどの環境政策は海外で評価され、2010年2月5日にはデリー持続可能な開発サミット2010における「持続可能な開発リーダーシップ賞」を受賞した。鳩山は授賞式のビデオメッセージでコペンハーゲン合意への参加の重要性などを述べた。
年次改革要望書廃止
政権交代後、鳩山は総理就任早々に年次改革要望書の協議を廃止した。年次改革要望書で15年間協議を行ってきたアメリカ政府はこの対応に対し強い不快感を抱き、鳩山政権に対するアメリカからの強い反発を招く要因になったとも言われる。
雇用政策
雇用に関しては小泉政権が推進していた規制緩和による構造改革を基本的に支持していた。しかし改革の過渡期に派遣や請負などの非正規労働者が急増し、物流業界での価格引下げによる過当競争が発生するなどの急激な変化によってもたらされた負の側面に対する是正処置や救済措置が行わなかったことには批判的であった。鳩山は総理就任時に、小泉政権による改革路線の方向性は支持しつつも、急速な規制緩和による負の側面を直視し、場合によっては一部の規制は再度設ける可能性も示唆した。首相就任後の2009年末に政府の緊急雇用対策の一環として「公設派遣村」を設置した。
また官僚人事に関して上層部の人事権は政治に帰属すべきだと主張し、首相就任時に公務員制度改革の一つとして掲げたが実現は叶わなかった。
日中首脳会談
2009年9月21日、内閣総理大臣に就任した鳩山は中国の胡錦濤国家主席と会談し、チベット問題は「中国の内政の問題と理解している」と述べ、内政問題という認識を示した上で、「それだけに対話を通じて見事に解決することを期待したい」として、中国側による平和的な解決を期待した。
韓国
韓国との歴史認識問題に関しては歴史的事実を直視する姿勢を示した。また東アジア共同体の構築に向け韓国を第一義のパートナーとし、安全保障分野でも連携を深める必要があるとした。
鳩山論文
鳩山は『Voice』（2009年9月号）に寄稿した論文 私の政治哲学（2009年8月14日時点のアーカイブ）のなかで、アメリカの経済政策や日米関係の現状を批判し、『ニューヨーク・タイムズ』が8月27日に論文の抄訳を掲載した ところ、アメリカや台湾で「反米的」と報じられた。鳩山は後日、「反米ではない」と述べている。
ほか、2009年11月18日午前の会談で鳩山は北方領土にて日露首脳会談を行う案を検討すると語った。しかし、同日夕方の記者団に真意を問いただされると、あくまで意気込みを語ったものと述べ、軽薄と批判された。
アメリカ

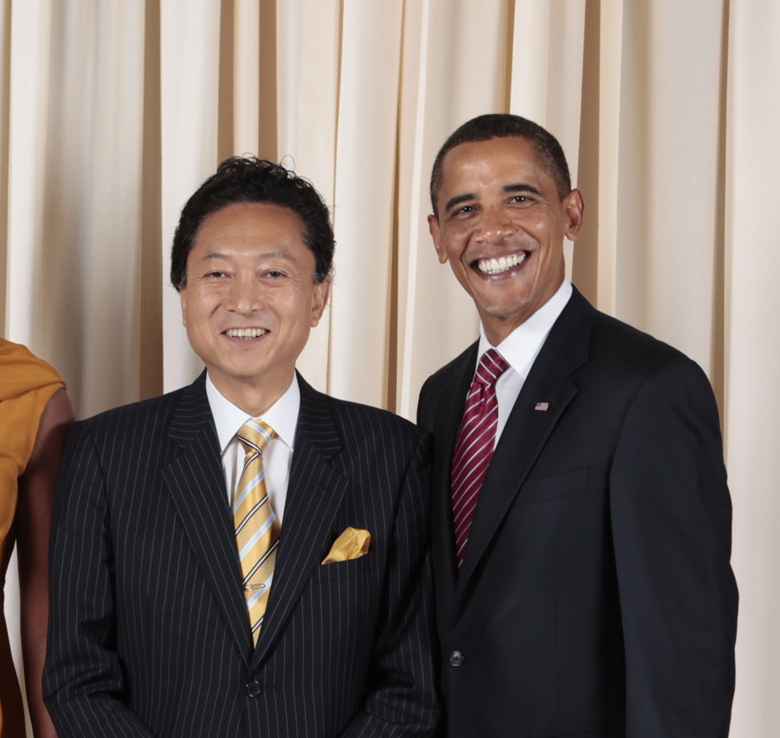
2009年9月23日、アメリカ合衆国大統領バラク・オバマ（右）と

2009年11月13日、アメリカ合衆国大統領バラク・オバマが、アジア歴訪の最初の訪問国として初来日した。同日に日米首脳会談と歓迎夕食会（首相主催）が開催されたが、鳩山は翌14日未明に同日午前中に予定された日本広報センター開設式とAPEC会合に出席するためにシンガポールに出発し、ゲストであるオバマを国内に残してホスト役の鳩山が日本を離れたとして一部から批判された。
在日米軍再編
普天間飛行場移設先について「県外移設に県民の気持ちが一つならば、最低でも県外の方向で、我々も積極的に行動を起こさなければならない。」と述べ、沖縄県外移設へ前向きな姿勢を示した。
しかし県外移設に関しては、アメリカ合衆国連邦政府は『機密漏洩』として、強烈な反感を買った。2010年4月13日、ワーキングディナーでのオバマ大統領との約10分間の意見交換 について、ワシントン・ポストのコラムニスト、アル・カメン (Al Kamen) は自身のコラム "In the Loop" で「ルーピー（loopy: 間抜けな）日本国内閣総理大臣」と揶揄した。この呼称はその後も使われ、イギリスのガーディアン紙でも報じられた。
県外移設問題については、2010年（平成22年）5月4日に「学べば学ぶにつけて、（アメリカ海兵隊の各部隊が）連携し抑止力を維持していることが分かった」として、最終的には県外移設問題を先送りすることとなった。鳩山は、県外移設は民主党マニフェストではないとしたが、事実上の公約であったとして田中秀征は「当時、この鳩山代表発言に関して民主党内から大きな反論も議論もなかった。どう考えても、［最低でも県外］は政権の公約である。」と述べ、当時党副幹事長だった細野豪志も「昨年の衆院選前に県外と言った鳩山代表の下で選挙を戦った。私は党の公約と受け取っている」と語っている。琉球新報は公約撤回として批判した。日本経済新聞は普天間基地移設の失敗を「罪万死に値する失政」と評した。
内閣総理大臣辞任

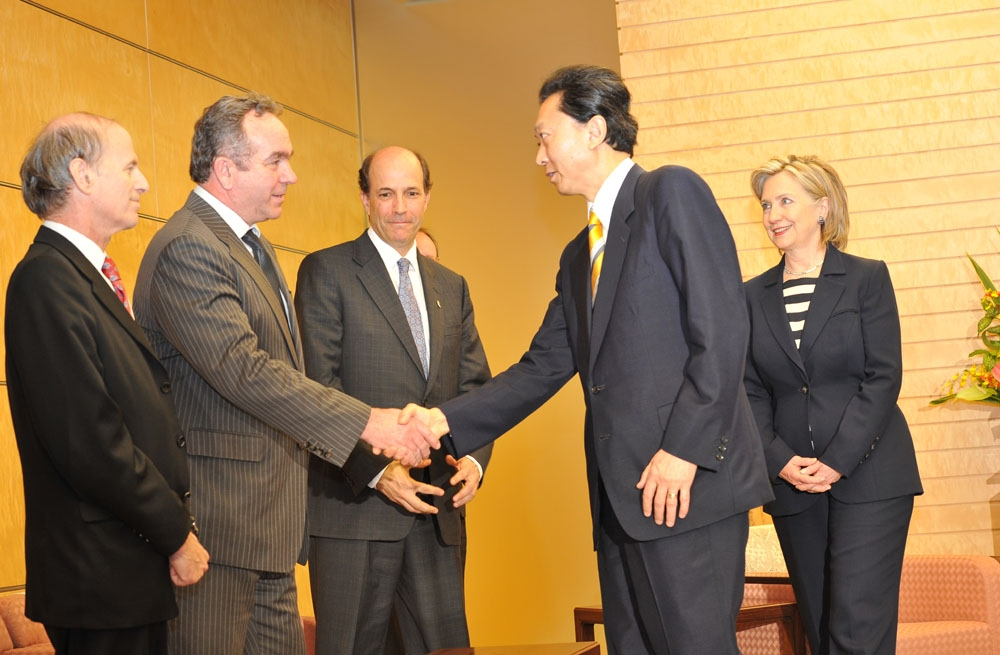
2010年5月21日、アメリカ合衆国東アジア・太平洋担当国務次官補カート・キャンベル（左から2人目）、駐日アメリカ合衆国大使ジョン・ルース（左から3人目）、アメリカ合衆国国務長官ヒラリー・クリントン（右から1人目）と

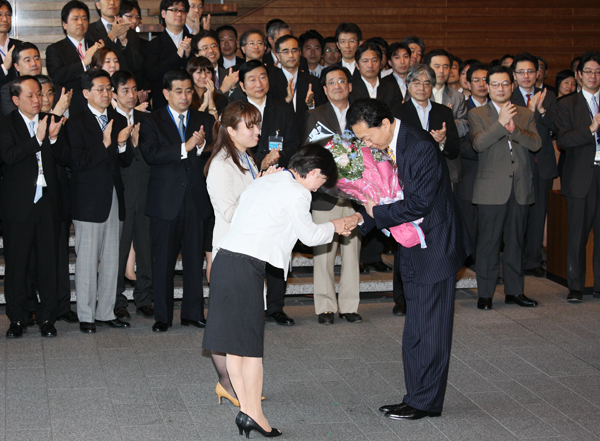
2010年6月8日、内閣総辞職に際して花束を贈呈される鳩山

上述の普天間基地移設問題に対する迷走や自身の「政治とカネ」の問題が表面化したこともあり、支持率は低下の一途を辿る。2010年4月の核安全保障サミットではオバマ大統領との会談を再三要請するも拒否される。
同月、東京検察審査会で陸山会事件をめぐり小沢が「起訴相当」と議決され、世論調査でも鳩山内閣に対する国民の不信は頂点に達する。これを受けて、2010年6月2日に鳩山は民主党両院議員総会で 「国民が聞く耳を持たなくなった」と述べ、民主党代表及び内閣総理大臣からの職を退くと表明した。同日、記者会から要請されていた首相退陣の記者会見は行わないと通知した。これは異例とされている。
2010年6月8日、内閣総理大臣を正式に退任、在任期間は266日。奇しくも、前代表の小沢が「政治とカネ」の問題で民主党代表の座を追われたのと同様に、鳩山もまた「政治とカネ」の問題が致命傷となり民主党代表並びに内閣総理大臣の座を追われる形になったのである。これら鳩山内閣における普天間基地移設問題への迷走や「政治とカネ」の問題といった要素は、有権者に少なくない民主党に対するイメージダウンに繋がり、後継の菅直人内閣において行われた7月の第22回参議院議員通常選挙で民主党が敗北する一因となる。
2010年6月15日には 首相の時期を振り返り、提言した新しい公共が一人歩みはじめた、裸踊りをさせてもらった、伝播力が必ず社会を大きく動かすとTwitterで感謝の意を表した。同21日、J-WAVEの番組で総理在任中の発言にブレがあったと指摘され、ぶら下がり会見で同じような質問をされたが同じ答えでは失礼と思い少しずつ変化をつけたと釈明した。

### 内閣総理大臣退任後

#### 政界引退発言撤回と活動再開
鳩山は2009年の総選挙の最中、「総理大臣まで極めた人がその後、影響力を行使することが政治の混乱を招いている。総理大臣を経験した者は政界に影響力を残すべきでない」と明言していたため、総理大臣辞任後に政界引退を表明するが、2010年12月18日には「国益に資する政治を行うため、皆さまの期待を頂けるなら、次の衆院選でも行動を共にしたい」と述べ、首相退陣時の引退表明を撤回。さらに翌2011年1月5日の後援会との会合で「（自身の総理大臣辞任後の情勢が）自分の思い通りの展開となっていない」と述べ引退を正式に撤回した。
引退撤回後の鳩山は、2011年1月10日に在日本大韓民国民団の新年会に参加。「皆様方の悲願である（外国人）地方参政権の付与に関して、大きな道を開く年にしていこうではないか」と挨拶し、さらに在日外国人の参政権の付与は「隣国（日韓）同士の絆を深め、強めることで経済やあらゆる面で両国が世界のリード役を務めていけると考えている」と、参政権問題が日韓友好の障壁になっているという主張をし、改めて外国人参政権の実現を目指すことを宣言した。なお、外国人への参政権付与は憲法改正を行うまでもなく可能だとしている。
1月17日にインドを訪問し、中国の軍備拡大に対抗して核実験を行おうとしているシン首相に対して、核凍結をしなければ、日印原子力協定交渉を白紙化すると迫る など、元総理大臣として精力的に活動を行った。
また、2010年9月民主党代表選挙では、鳩山グループの組織力を背景に小沢一郎と菅直人の対立を仲介する役割としての復権を目論むが、菅直人内閣の第2次改造の組閣に際しては、総理大臣経験者にもかかわらず菅から全く相談をされなかった。
菅首相の辞任に伴う民主党代表選挙では小沢グループと共に鳩山グループに所属する海江田万里経済産業大臣を支援したが、海江田は野田佳彦財務大臣に敗れた。野田内閣発足に伴う民主党役員人事で党最高顧問に就任した。
2011年2月、米軍普天間飛行場の県外移設を断念した理由に海兵隊の抑止力を挙げたのは「方便」と発言。この発言を受け16日の衆議院予算委員会で北澤俊美防衛大臣は「私の人生の中でも一、二を争う衝撃的なことだった」と強い不快感を示した。鳩山の発言を受け自民・公明両党は当人の参考人招致を要求した。
2012年、宝塚歌劇団の台湾公演の機運が高まると、宝塚歌劇を応援する国会議員の会の会長として、議連の新規会員を募集し、40人の議員を集めた。
2012年4月にイランを訪問しイランの核開発問題についてマフムード・アフマディーネジャード大統領と話し合った。イランメディアはこの会談で、鳩山が「国際原子力機関がイランなどに二重基準的な対応をとっているのは不公平だ」と語ったと発表。これに関して日本のマスコミは強く批判したが、鳩山はこのような発言はしていない、イラン側の発表は捏造だと否定した。
2012年6月、野田第2次改造内閣において民間人として初の防衛大臣に就任した森本敏・拓殖大学大学院教授について自身のグループ会合で、「ミサイルのスイッチを入れる権限を有する方が選挙の洗礼を経ない方でよいのか。相当厳しい国民の批判を受けるのではないかと心配している」と否定的な発言を行った。
2012年の消費増税をめぐる政局では、6月26日の衆議院本会議前に消費増税法案に賛成できないとして党最高顧問を辞任する意向を示し、同法案の採決で党の賛成方針に反して反対票を投じた（社会保障制度改革推進法案・認定こども園法改正案には賛成）。民主党は7月3日の常任幹事会で党員資格停止6カ月の処分とする方針を決定したが、党倫理委員会から「同一行為に対し処分の量定に大きな差があることはバランスを欠く」と再考を促す異例の答申があったため、7月9日の常任幹事会で3カ月に短縮されて正式決定した。
離党示唆
9月の民主党代表選挙において野田代表が再選した場合、民主党からの離党を検討する考えを示した。

#### 政界引退と民主党離党
野田総理大臣による2012年の衆議院解散を受け、離党を示唆していた鳩山は総選挙に民主党から出馬することを表明した が、党執行部が『消費税増税、TPP参加などに対する党の決定並びに方針に従えない者は公認候補としない』という姿勢を打ち出したことに反発、11月21日に『総選挙に出馬せず、政界を引退する』ことを明言し、野田代表に直接伝達した後に北海道苫小牧市で記者会見を行い、政界引退を正式表明した。苦戦が予想されていたことも不出馬の理由のひとつとされている。
また、2013年6月末を以て自らが立党に関わった民主党を離党することを明らかにし、自ら設立したシンクタンクである東アジア共同体研究所を拠点として活動する意向を示した。

#### 政界引退後

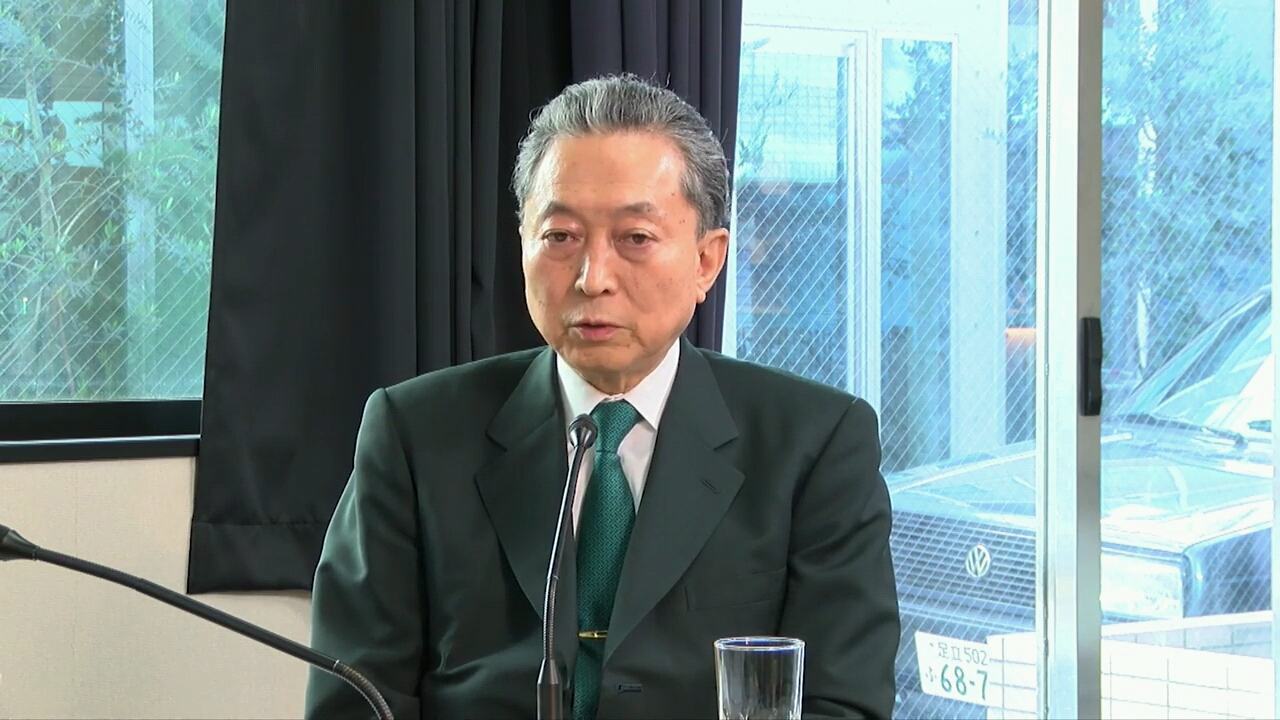
2022年2月24日撮影

2016年4月、中国の西安交通大学の名誉教授に就任した。2016年7月には中国北京に本部を置くアジアインフラ投資銀行（AIIB）の顧問に就任する。2017年11月に公開された「パラダイス文書」（英領バミューダ諸島などタックス・ヘイヴン（租税回避地）取引に関する情報文書）に、鳩山由紀夫の名前が記載されていた。「パラダイス文書」に基づく調査により、政界を引退した翌2013年の3月から中国国有企業と連携してアフリカを舞台に石油資源開発を手がける香港企業の名誉会長となり、5年間で計約520万香港ドル（約7000万円）の収入を得ていたことが判明した。

#### 「民主党」の終焉と「民進党」結党について
2016年、自らが結党した民主党が党名を変更し民進党となったことについて、「執行部のどなたかあいさつに来られるのかと思ったら、そんなこともない。あんたのおかげで迷惑をこうむったみたいな気持ちなんでしょうかね。まあ、私は民主党を追われた人間ですから」と前置きしつつ、「思い切って民進党のトップに山尾（志桜里）さんを据えたらどうかな」などとコメントした。
2017年の第48回衆議院議員総選挙では民進党は事実上希望の党と立憲民主党に分裂した。鳩山の後継として北海道9区から立候補し、第46回、第47回と2回連続落選していた山岡達丸は希望の党の公認を得て比例復活にて当選を果たした。

#### 共和党結党
2019年10月25日、新たな政治団体、「共和党」の結党を目指す意向を表明し、結成に向けた準備会を発足させた。2030年までに国会議員が30人くらいの規模の政党にしたいと述べた。鳩山は自身が理念に掲げる「共和主義」について、「『共に和する』という意味で、これは日本で生まれた理念です」と説明し、米共和党のような君主を持たない共和制とは異なる考えであることから現行の象徴天皇制と並立できると説明した。一方で、民主党時代に鳩山と袂を分かった立憲民主党の幹部は、「道楽で政党をつくらないでほしい」と述べ、鳩山の新党結成に冷ややかな反応を示した。2020年7月14日に共和党が正式に旗揚げされ、鳩山が共和党の棟梁（代表）に、首藤信彦元衆議院議員が物差（党首）に就任した。
2020年8月、韓国のラジオ番組で日本が韓国をホワイト国から除外したのは安全保障上の理由ではなく徴用工訴訟問題によるものと発言。日本が韓国を植民地にしたのは事実であり日本製鉄は賠償を望んでいるが安倍総理がそれを阻止しているという考えを述べた。
2021年10月には新党結成を目指す上田清司参議院議員に近い人物から第49回衆議院議員総選挙への立候補を打診されるも、固辞したと明らかにした。
2022年6月10日、東京都内で記者会見をおこない、次期衆院選（第50回衆議院議員総選挙）に出馬し、政界復帰を目指す意向を表明した。首相時代に沖縄県・普天間飛行場の移設先を巡って混乱を招いたことに触れ、「何らか沖縄に関わる形を求めていきたいというのが心の中にある」と話した。また、立候補予定の選挙区は「決めていない」と述べた。また、来る同年7月の第26回参議院議員通常選挙では共和党から東京・神奈川に候補を擁立することを発表。東京都選挙区に同党員の田村真菜、神奈川県選挙区に物差の首藤信彦がそれぞれ立候補したが共に落選し、供託金を没収されている。
2024年5月の時点で、鳩山の事務所は共和党の立ち上げには関わったものの、現在は党との関わりは一切ないと説明している。

#### その後
2023年4月には、かつての側近であった菅直人と共に衆議院山口2区の補欠選挙において元法務大臣で立憲民主党所属の平岡秀夫の応援に駆け付けたが、平岡は自民の岸信千世に約5800票差で敗れ落選している。

## 政策・主張

### 思想信条「友愛」

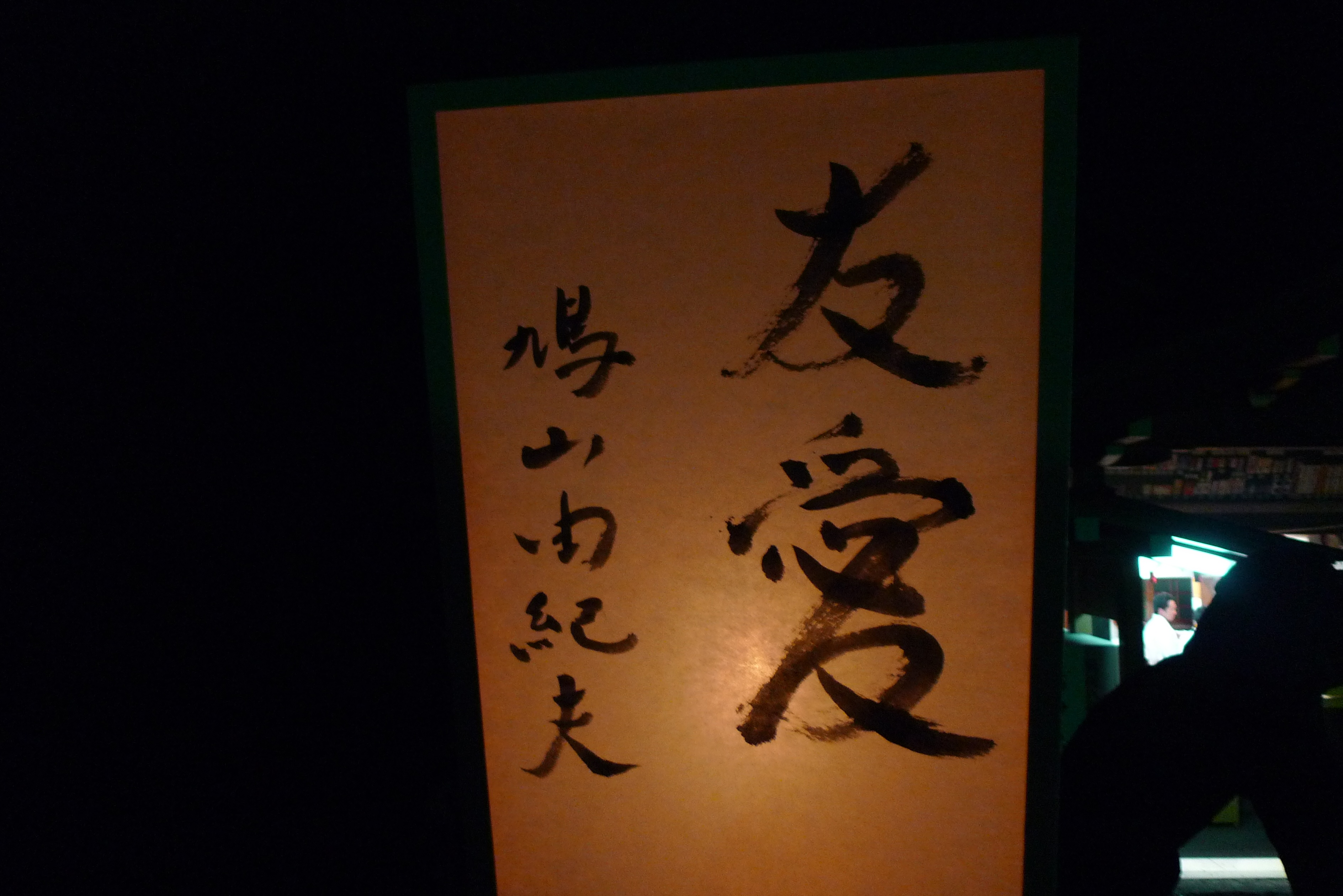
鳩山が揮毫した「友愛」の文字（2009年、鎌倉・ぼんぼり祭にて）

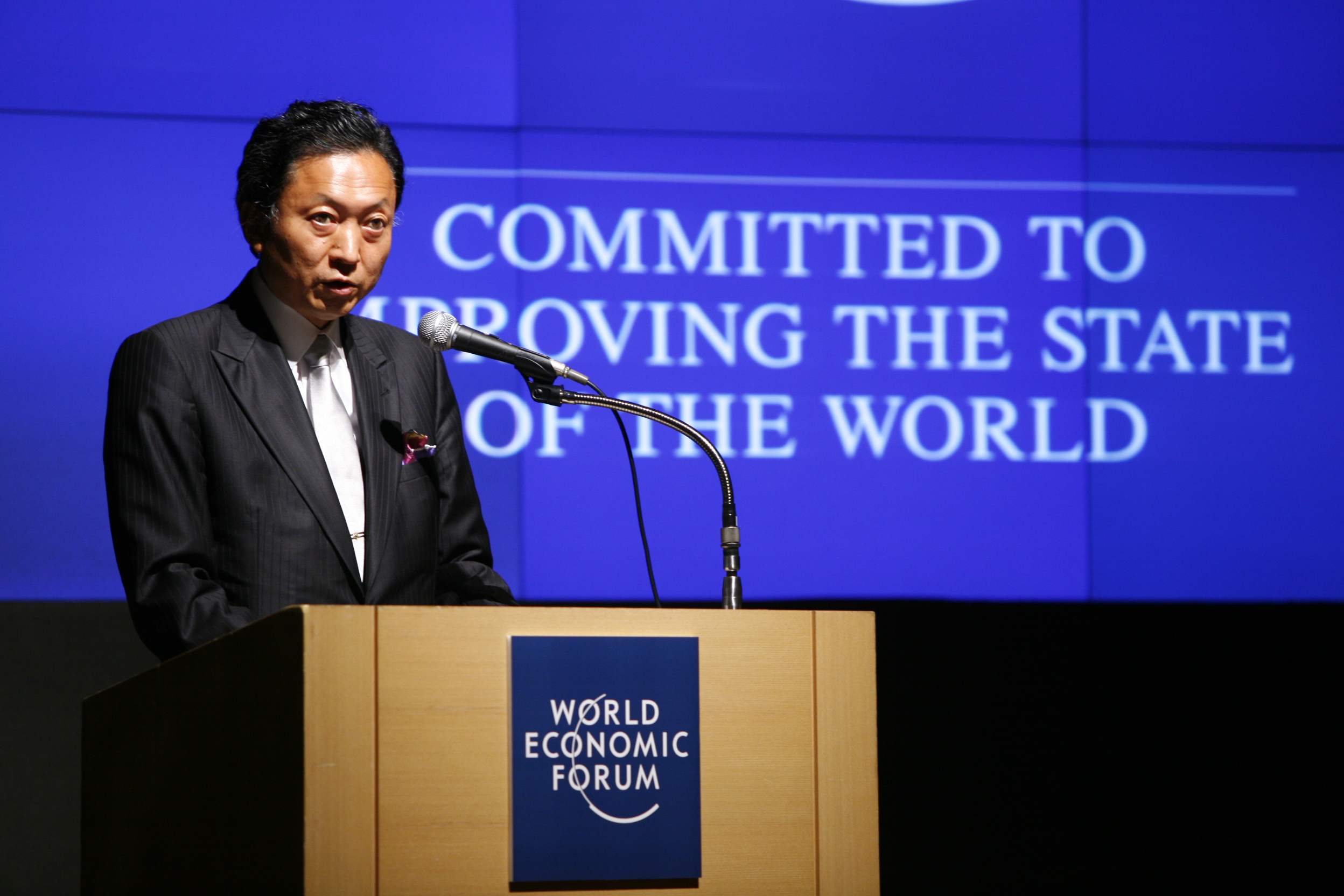
2009年9月4日、世界経済フォーラム日本総会にて

「リベラルは愛であり、この愛は友愛である」と、祖父鳩山一郎が好んで用いた友愛という言葉をリベラルの根底においている。鳩山一郎は、第二次世界大戦後、戦前の統帥権干犯問題の責任を問われて公職追放され、追放解除目前の1951年には脳梗塞で倒れたが、フリーメイソン会員 のリヒャルト・ニコラウス・栄次郎・クーデンホーフ=カレルギー伯爵と出会い、その友愛思想に感銘を受け、クーデンホーフ＝カレルギーの著作を自ら翻訳出版した。翌年、友愛青年同志会（現・一般財団法人日本友愛協会）を結成する。
鳩山も祖父の友愛思想とクーデンホーフ=カレルギーの友愛思想を政治活動の基本とし、鳩山友愛塾など友愛の名前がついた組織、団体などを設立している。鳩山は、自己の尊厳を高めることに最大の努力を払う、自己を高めて初めて他者に優しく振る舞うことができる、自愛が利他を生む、意見を異にしてもそれを許容し、品格を信頼し友情を結ぶことができるという自己の尊厳の尊重が友愛精神の本質だと説いている。そして、個を基本にし、党議拘束から解放された個の自由による連合、リベラルを友愛、すなわち、自己の尊厳の尊重と解した「リベラル合同」を成し遂げると主張している。

### 経済・財政・税制
「景気回復なくして財政再建なし、財政規律なくして景気回復なし」「財政規律を重視しながら経済構造改革を進めることが我が国経済が生き延びる唯一無二の道」と構造改革を訴え、小渕政権の財政出動を批判した。麻生政権の1次補正予算を見直した結果3兆円近い財源を確保した他、公共事業費が前年度の実績より15%減少した点について評価していた。
消費税については2009年の政権交代直前の時期に、「民主党のマニフェストを実行すれば消費税1〜2%分ぐらいの経済効果は十分ある。消費税の議論をするのは10年ぐらい先の話で、実際に上げるのは20年後」 と発言していた。
また同じく2009年には、いずれは増税が必要だとしつつも、不景気の状態では政府が議論をしただけで景気、市場に影響が出る恐れがあるとして不景気からの増税議論は慎重に行うべきだとしている。通貨単位に関してデノミネーションによる経済回復を検討していた。

### 夫婦同氏規定
選択的夫婦別姓制度導入に賛同している。

### 軍事・国防

#### 海外への自衛隊派遣
国際テロリズムの防止やイラク人道復興支援活動、アフリカ・ソマリア沖の海賊対策など国際秩序維持のための自衛隊海外派遣については、衆院テロ防止特別委員会における民主党の長島昭久議員の「自衛隊艦艇のエスコート（護衛）は海賊対策にかなり効果がある」 との答弁に同調し「政権交代の暁に、積極的、前向きに検討する」としていた。政権交代後には政策集として連立を組んでいた社民党や国民新党などへの配慮から「一義的に海上保安庁の責務」という前提を付与しながらも「海保のみでは対応が困難な場合は、シビリアンコントロールを徹底する仕組みを整えた上で、海賊発生地域に自衛隊を派遣することも認める」と明記した。
「平和執行型の国連平和維持活動（PKO）については日本も参加しなければならない。そのとき、憲法が障害になるなら変えればいい」と主張している。

#### 核武装
非核三原則を堅持する意向を示しており、「日本は唯一の被爆国として核を持たずに、世界の核廃絶に向けリーダーシップを発揮しなければならない」とした。一方、核保有議論そのものに対しては核武装をめぐる発言で辞任した西村眞悟元防衛政務次官の問題に絡んで、「（核武装してもいいかどうかを）検討したらどうかと言った瞬間にクビを切られるとなると、国会の中で核を持つべきかどうかの議論がなされ得なくなると思う。そこまで禁止をすることが正しいのか、本来は議題に乗せることすらいけないという発想も、いかがなものか」と述べているが、北朝鮮の核実験などに対して自由民主党政務調査会長だった中川昭一や麻生太郎外務大臣が非核三原則を見直すかどうか議論する必要があるとの発言については、「目には目をみたいな話。北朝鮮が核を持ったら日本も持つという発想は、世界全体に核が拡散してしまう論理になる。」と批判した。

### 皇位継承問題
『月刊現代』2004年7月号に、「私の憲法改正試案いまこそ『女帝』容認のとき」を寄稿した。同年5月4日の長野県の講演では、「皇位、皇統に属する男子又は女子が継承する」との条文を新たに盛り込むべきだと述べた。また、2005年11月18日の記者会見で、政府の「皇室典範に関する有識者会議」が出した女系天皇容認方針に寬仁親王が異論を唱える見解を示したことについて、「女系天皇に慎重な立場ということは似ている」と同調する考えを表明した。「女性天皇は当然あってしかるべきだし、歴史的にもあるが、女系天皇まで容認すれば、日本の歴史、伝統からみると大変大きな変化であり、慎重に議論することが重要だ」と述べた。また、天皇と外国要人との会見は1か月前に申請するという宮内庁の「1か月ルール」についてしゃくし定規と批判している。

### 捕鯨
民主党幹事長時代の2008年6月26日、オーストラリア外相スティーヴン・スミスとの会談で、「実はけさ、家内の手料理にクジラが出た。私はクジラを食べない主義なので拒否したが、日本の食卓ではクジラは好かれている現実がある」と述べ、日本の食文化としての捕鯨を理解するように求めている。首相就任後の2009年10月26日に行われたオランダ首相ヤン・ペーター・バルケネンデとの会談では、「私はクジラ肉は大嫌いだ」と明言。しかし日本の調査捕鯨に対する環境団体の妨害行為を批判し、捕鯨反対国に対し、妨害活動を行っている活動家について対処するよう要請した。

### 外国人への参政権付与
公式サイトで、「日本は他の国々に比べて外国人の比率がかなり低いこと自体が大いに問題である。これは外国人にとって、日本は住みにくい国であることを物語っている」と見解を示しており、「私などは、定住外国人に国政参政権を与えることも真剣に考えてもよいのではないかと思っている」との考えを表明している。
4月24日の民主党本部での記者会見では改めて「愛のテーマだ。地方での参政権は付与されてしかるべきではないか」と述べている。
2008年の第169回国会における施政方針演説に対する代表質問で、代表質問で「永住外国人の地方参政権は、既に韓国に先を越されたではありませんか」と述べ、日本も早く実現すべきとの姿勢を強調した。
2010年4月25日には「将来的に、この国をもっと開かれた国にしていかなければならない。日本に住む外国人の医療や教育の問題の改善に向け、政府として対策を検討したい」という考えを示した。
2009年の政権公約に関しては「個人的には前向きに考えるべきだと思うが、党内で結論が出ている状況ではない」と述べ、次期衆院選を控え、党内の対立を深めることは得策ではないと判断、党内の異論を踏まえマニフェスト記載を見送る考えを示した。これにより、同党のこの問題に関するマニフェスト記載が党内で結論として出されたものではなかったことを明らかにした。

### 脱原発
脱原発活動を行っている鳩山は、細川護煕、村山富市、小泉純一郎、菅直人の元首相4人と一緒に、EUの執行機関・欧州委員会の委員長であるウルズラ・フォン・デア・ライエンに対して、EU内での原発反対を求める書簡を2022年1月27日付で送った。しかし、書簡の中の「福島原発事故の影響で子供たちが甲状腺癌に苦しんでいる。」との記述に関して、「偏見を助長する。」として各方面から批判の声が上がった。山口壮環境相は「（県や国連の専門家による調査で）現時点では放射線の影響とは考えにくいという趣旨の評価がされている。」「いわれのない差別や偏見を助長することが懸念される。」として抗議し、内堀雅雄福島県知事も「福島復興のためには、科学的知見に基づいた情報発信が極めて重要。」「客観的な発信をお願い申し上げます。」として鳩山らに慎重な対応を求めたほか、与野党幹部らが鳩山らを批判し、とりわけ自民党は鳩山らに対する非難決議を取りまとめる構えを見せた。一方、鳩山らは市民団体を通じて山口環境相や内堀知事に逆に抗議し、質問書を送った。

#### 原発の処理水海洋放出
2023年7月4日、自身のツイッターを更新し東京電力福島第1原発の処理水海洋放出について持論を述べ、「IAEAは福島原発のトリチウムを含む汚染水の海洋放出を安全とし人や環境への影響は無視できるとした。本当なら嬉しいが出来レースのように思われる」と疑問を投げかけた。同時に、「なぜ1キロ先なら良いのか。薄めたら良いならどんな液体でも海に流せることになる。海水浴シーズンを外せなら一年中泳いでいる魚はいいのか」と訴えた。

### 共産党との野党共闘
2021年11月の時点では朝日新聞のインタビューで立憲民主党と日本共産党の野党共闘に関して「共産と握手、表に出すものではない」と慎重な考えを示していたが、2024年9月の産経新聞のインタビューでは「おおいに議論すればいい。政権を取るにあたって、一緒にやるところまで言わなくても、どういう政策テーマならお互いに協力できるかなど。共産党さんには自民と立民のどちらの政権の方がいいか、もし協力してもらえるなら、われわれの候補にぶつけないでほしいとか。やり方はいろいろあると思う」と発言している。

## 外交
外交については「価値観を同じくする国との関係を深めていくのは当然のことであり、価値観の異なる国とどう共存共栄していくかを模索していくのが外交の基本である」とし、前内閣の麻生内閣が提唱していた価値観外交とは異なる友愛外交を提唱した。北朝鮮に対しても友愛外交での解決を是としていた。自民党の安倍晋三の「友愛外交は北朝鮮に通じない。断固たる経済措置を行うべきだ」との批判に対し、「価値観の異なる国同士というものがどのようにしたら、この世界のなかで、お互いにその存在というものを認め合えるような立場になり得るかということ。それが安倍氏には理解できないのかもしれない」と述べ、「敵視しあっていた独仏の間でもEUが出来上がった」と価値観の違いを乗り越える必要性を解いた。

### 北朝鮮・韓国
2002年の日朝首脳会談と日朝平壌宣言に対しては、民主党代表として「小泉首相は急ぎ過ぎて国益を損なった。その責任はきわめて重い」と厳しく批判。拉致問題に関して2003年には民主党拉致問題対策本部長に就任し、ブルーリボンを常に胸に付て拉致問題について積極的に発言するなどしていた。2007年4月、韓国で開催された「平和と共存のための北東アジア指導者会議」で、韓国の識者から「6カ国協議では、拉致問題と北朝鮮の核開発問題を切り離してほしい」という要望に同意するが、拉致問題に関して日本人は理屈より感情が先んじている現実があるので、ナショナリズムを抑えるために韓国の協力が必要であるとスピーチした。
慰安婦問題に関しては、被害者の人たちに補償をし、名誉を回復していくのは当然のことであり、いっそう審議を進めていかなくてはならない、としている。また歴代首相の靖国神社参拝にかんしては被害者の心を踏みにじり、国益を損ねていると批判し、国益の観点から、総理の靖国参拝に反対をした。
麻生内閣に対しては「中国を活用して北朝鮮の扉を開かせることを考えるべきだが、その努力が極めて稚拙で足りない」と非難した。
2022年6月9日に放送された韓国のアリランTV「アリランニュース」のインタビューでは、2015年の慰安婦問題日韓合意について、「日本政府の『この問題を二度と持ち出すな』という態度が間違っている」「慰安婦被害者たちは、決して物質的な賠償を望んでおらず、真の謝罪を望んでいる」と主張した。一方で、合意は首相である岸田文雄が外相時に締結したものだから「これを無効化することは難しい」と話し、「合意を土台に、無限責任要素（加害者は被害者が大丈夫だと言う時まで謝罪しなければならない）を付加して、被害者に心から謝罪することが重要だ」とも述べた。岸田を「安倍元首相、菅前首相とは異なる進歩的なリーダーだ」と強調し、外相の林芳正についても「韓国に対して開放的な性向だ」と述べ、日韓関係の改善に対する期待感を示した。
また、同インタビューでは「日本は20年から30年もの間、経済が低迷している状態だから、経済が急成長した韓国や中国といった隣国に対してうらやましさと嫉妬心が生まれた。これが嫌韓という嫌悪感につながっている」と説明した。「自民党は右翼性向が強く、韓国に対する嫌悪感を刺激して支持率を高めているが、これは間違ったやり方だ」「日本が韓国と経済的に密接に協力して経済回復を図ることが、（日本経済低迷の）問題解決の糸口になる」とも話した。

#### 訪韓
2015年8月12日、韓国訪問中の鳩山は日本統治時代の朝鮮の独立運動家らが収監されていた場所で、韓国では抗日の象徴ともいわれる西大門刑務所跡地を訪問してひざまずいて謝罪した。館内を見学してから独立運動家らをしのぶモニュメントに献花した後、靴を脱ぎ、膝を屈したうえ、モニュメントに向かって手を合わせ、ぬかずいた。この後の記者会見では、「元日本の総理として、ひとりの日本人、人間としてここに来ました」と述べた。その上で、「日本が貴国（韓国）を植民統治していた時代に、独立運動家らをここに収容し、拷問というひどい刑を与え命を奪ったことを聞き、心から申し訳なく思っている。心から申し訳なく、おわびの気持ちをささげていきたい」と謝罪の言葉を繰り返した。
鳩山の言動は中韓両国に好意的に報じられ、中国・環球時報は、「鳩山がひざまずいた、これは日本の最も尊厳ある瞬間」と評価し、韓国各紙は、いずれも、追悼モニュメントの前でひざまずき、手を合わせ、ぬかずく鳩山氏の写真を１面に大きく掲載した。特にぬかずく姿については、韓国で最高の敬意や感謝を表す「クンジョル」として、評価し称賛している。一方、WiLLは「土下座」と解釈し、負の遺産を残しただけだと主張している。
2022年5月9日、ソウルで尹錫悦次期大統領と会談を行い、日韓の友好関係を醸成していく考えで一致した。「韓日関係改善の先生になって欲しい」と言われたという。翌日10日、尹の大統領就任式に出席した。6月9日に放送された韓国のアリランTV「アリランニュース」のインタビューにて、尹との会談を受けて、「日韓関係を発展させるためにできることは何でもしたいと思った」と話し、尹を「未来志向的な指導者」と評価した。また、日韓で「“条件なし”の対話が必要だ」と数度にわたり言及し、両国首脳が年に1度、シャトル外交すべきだと強調した。

#### 竹島の領土認識
島根県が領有権を主張しており、大韓民国が不法占拠を続けている竹島について、2018年に自身のTwitter上にて「日本が受け入れたポツダム宣言により、竹島などの島々の帰属は連合国、事実上アメリカが決めることとなり、アメリカは2008年に竹島を韓国領と決めた」とツイートしたが、1951年調印のサンフランシスコ平和条約では竹島を日本領としているほか、外務省のホームページ上でも「竹島は我が国の領土」と明記しており、政府見解と反していた。SNS上では批判が殺到し、自民党の和田政宗も「歴史的経緯も国際法も無視した、とんでもない主張だ」と非難した。
2021年には「アメリカの地図では竹島は韓国領（独島）になっている」と発言しているが、日本国際問題研究所によると、1952年にサンフランシスコ講和条約発効後、1953年から1997年にかけて、起草国のアメリカ政府が作成した航空図にはすべて竹島は日本領となっているという。

### 中国

#### 尖閣問題に関する発言
2013年1月16日、MSN産経ニュースは、中国に招かれた鳩山は中国外相に対し、尖閣諸島は日中間の係争地であると伝え、中国外相の同意を得た、と報じた。MSN産経ニュースは、中国が鳩山を招いたのは親中的な鳩山に中国の立場を吹き込み、政治的に利用する狙いがあったため、としている。第2次安倍内閣の防衛大臣小野寺五典はBSフジの番組で「理解できない。『国賊』という言葉が一瞬、頭をよぎった」と非難した。官房長官の菅義偉も「わが国の立場と明らかに相反する。首相経験者の発言として残念で極めて遺憾だ」と公式に非難した。2013年1月18日、菅直人は、前日に鳩山が訪中して尖閣諸島が日中間の「係争地」であると発言したこと及び南京事件を認めるような態度を示したなど、いずれも日本政府の見解に反し中国側のプロパガンダに有利になる言動を行ったとして、「元総理という立場を考えれば、意見を言うにもどこで発言するのか、誰に言うのか、マスコミに流れるように言うのか、それとも個人的に伝えるのか、そうしたことを考えて発言する必要がある」と苦言を呈した。
2013年6月25日に香港の鳳凰衛視で放送されたインタビューで、沖縄県・尖閣諸島について「中国側から日本が盗んだと思われても仕方がない」と中国の主張の法的根拠カイロ宣言に一定の理解を示す発言をし、改めて日中間の領土問題のある「係争地」であるとの認識を示した。また、棚上げ合意に関して「文書ではないが、41年前に周恩来首相と田中角栄首相の間で合意したのは事実だ」と主張した。同日、これら一連の発言について菅官房長官は「我が国の首相を務めた人が、日本の領土の主権を揺るがせるような発言をすることは国益を著しく損なう」とコメントした。それに対して同日、鳩山は「中国側がそういう判断するというふうな可能性があるということを申し上げた」とコメントした。更に「ポツダム宣言に書いてあるでしょう。固有の領土は、北海道、本州、四国、九州。それが固有の領土だと。日本は戦争に負けて、それが固有の領土になったんです。この4つの島が固有の領土なんですよ。そのあとは連合国軍が決める島なんですよ、残念ながら」と続け、「（菅官房長官ら非難者たちに対しては）もっと勉強して欲しいと思います」と述べた。2013年7月、尖閣に関する発言について、民主党より常任幹事会名で抗議声明が発表される。
2021年8月19日に人民網日本語版で程永華元駐日中国大使との対談が公開されたが、この対談において鳩山は、中国共産党による人権侵害の件には全く触れずもっぱら中国の経済成長と日中間の経済協力を強調した上で、「過去一世紀を振り返ると、日本による不幸な侵略があった。そういったものをはじめ、中国は極めて大きな困難に直面したが、その度に、中国の共産党が人民とともに困難を克服してきた。そのことに対して最大限の敬意を表する」と述べ、共産党が領導する中国の体制を賛美した。

#### 中台問題
2023年7月4日、自身のツイッターにおいて中国の台湾戦略が「軟化している」という識者の見解を「事実」として紹介した。「拓大の富坂聡先生に中国事情を伺った。台湾問題についてメディアは習近平主席が武力行使も辞さずと書き立てたが、それは周恩来時代から変わらず、むしろ平和統一を強調しており、武力行使の対象は外部勢力とごく少数の台湾独立分子と限定し、台湾戦略は『軟化』しているとのこと。事実を知ることです」と記した。中国と台湾の統一を目指す習近平政権が目指すのはあくまで「平和統一」であり、武力行使の対象は独立分子のみとした。
2024年5月20日東京都内の在日中国大使館で開いた台湾問題と日中関係について意見交換する座談会で中国の呉江浩駐日大使が、日本が「台湾独立」や「中国分裂」に加担すれば「民衆が火の中に連れ込まれることになる」と発言した件で鳩山は「基本的に同意する」と述べた。日本政府は外交ルートを通じて「極めて不適切だ」と厳重に抗議したことを政府筋が5月21日、明らかにした。

#### チベット
2007年11月23日、民主党の幹事長だった鳩山はダライ・ラマ14世と会談し、ダライ・ラマ14世が、チベット問題について「高度な自治を求め、右手を中国政府に差し出しているが何も得られていない。左手で欧米や日本に協力を求めたい」と述べたのに対し、「力強くサポートさせていただく」と応えた。

### ロシア

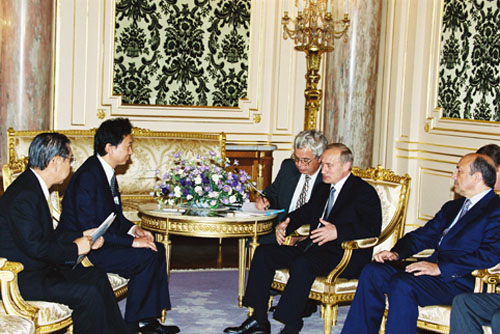
2000年9月5日、ロシア連邦大統領ウラジーミル・プーチンと

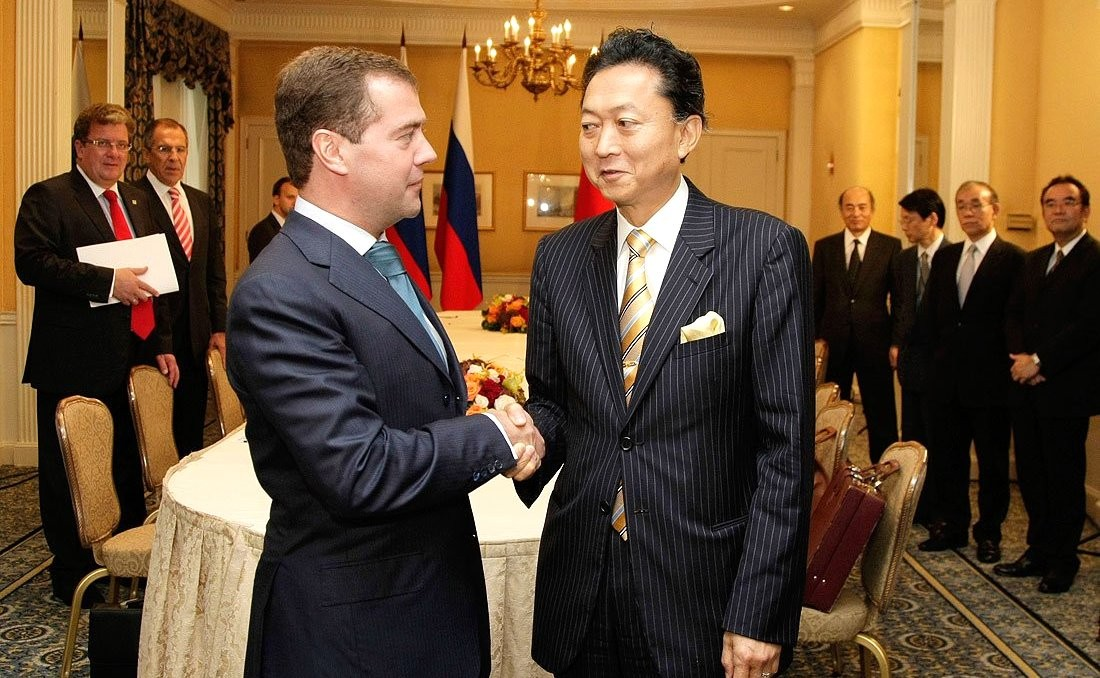
2009年9月27日、ロシア連邦大統領ドミートリー・メドヴェージェフと

北方領土問題は祖父鳩山一郎が首相のときの日ソ共同宣言から積み残した問題であるゆえ、弟の鳩山邦夫と共に熱心に取り組んだ。北方領土の返還については四島一括返還を要求しており、一歩たりとも譲れない問題としている。2008年に当時の麻生太郎首相のロシアのメドベージェフ大統領との首脳会談における「新たな、独創的で型にはまらないアプローチで解決を目指す」という一部返還を示唆する発言を疑問視し、四島の主権が日本にあるという前提を崩してはならないと批判した。しかし、現在は思想転換し「ポツダム宣言とサンフランシスコ講和条約により、日本が主権を主張できるのは歯舞と色丹の2島のみ」と主張している。

#### 訪ロとクリミア問題に関する発言
2015年3月6日、ロシアが前年に一方的に併合を宣言し、日本はじめ先進7カ国がいずれも承認していない併合地であるウクライナ南部クリミア半島への訪問を計画していることに関し民主党の枝野幸男幹事長は「その方は元自民党の議員でもあり、元民主党の議員でもある。今は少なくとも民主党に属している方ではない」と不快感を表明、別の党幹部も「ロシアに思い入れがあるのかもしれないが、控えてほしい」と困惑を見せた。3月9日、モスクワ入りした鳩山はクリミア訪問を明言し、同時に「世論調査では、（クリミア）住民は編入を希望した」と発言。日本政府の立場とは別にロシアによる併合に一定の理解を示した。3月11日、日本政府の自粛要請を押し切りクリミア入りした鳩山に対し、自民党の高村正彦副総裁は「『力による現状変更は認めない』という日本の立場に誤解をもたらし、国益に反して遺憾だ」と批判、民主党の枝野幹事長が「元自民党議員でもある」としたことについて「鳩山氏のクリミア行きは、元議員でなく『元首相』だから問題なのだ。民主党が鳩山氏を首相にしたことが、在任中だけでなく国益を害していることに、少しは責任を感じてもらいたい」と述べた。この行動を問題し旅券を没収するべきだとの声も出される中、鳩山は旅券を没収されたらクリミアに移住する可能性もあると語った。また、日本人は洗脳されている、ロシアのクリミア併合は正しいとの認識を示した。本行動に関し、米国務省当局者も声明を発表、「日本政府と同様、われわれは鳩山氏の訪問とコメントに深く失望している」とした。
同年3月11日にはクリミア共和国の最高指導者セルゲイ・アクショーノフと会談し、ロシアによるクリミアの併合を「クリミアがロシアの一部に戻ったことは必然かつ肯定されることで、昨年の決定（ロシアへの編入）の正しさを証明している」と肯定的に評価し、鳩山側の要望で同席したナタリア・ポクロンスカヤを共同会長とする「日クリミア友好協会」を創設する合意をとりつけた。

#### ロシアのウクライナ侵攻
2022年3月1日、ロシアのウクライナ侵攻について、Twitterを更新し「私はあらゆる戦争を非難する。ロシアは一刻も早く停戦すべきだ」とした上で、「同時にウクライナのゼレンスキー大統領は自国のドネツク、ルガンスクに住む親露派住民を『テロリストだから絶対に会わない』として虐殺までしてきたことを悔い改めるべきだ。なぜならそれがプーチンのウクライナ侵攻の一つの原因だから」とゼレンスキー大統領を批判した。これに対し、ネット上では非難の意見が続出した。
その後も鳩山は、2023年5月にゼレンスキーが広島サミットに参加したことについて、「今世界が求めているのは一刻も早くウクライナ戦争を停戦にすることだ。本来G7がやるべきだったのはゼレンスキーを呼ぶならプーチンも呼んで、停戦の対話を導くことだった」と指摘。「G7がウクライナを支持して武器を提供すれば、さらに多くの命が奪われ、ウクライナが荒廃するだけだ。戦争で儲けたいなど論外だ」とした。
同年7月12日、自身のツイッターを更新し、ウクライナのゼレンスキー大統領についての称賛や礼賛は「おかしい」とコメントした。「ウクライナを侵攻したプーチンが最も批判されるべきであることは明白」と前提。「ゼレンスキーを『勇敢なリーダー』として称賛、礼賛するのもおかしい」とした。ゼレンスキーが「安全保障と外交の戦略として失敗した」と説明。「ウクライナ国民が多大な犠牲を強いられている」と批判した。
同月25日、自身のツイッターにおいて元外交官の孫崎享の分析を記した上で、ウクライナに「とにかく現状を認めて戦争を終える」道を進めた。「孫崎享によれば、ウクライナ戦争を終える時は、【1】ロシアが侵攻する前に戻すか、【2】とにかく現状を認めて戦争を終えるか、しかないが、【1】はもはや不可能」「【2】はゼレンスキーには呑みにくいと思うが、それによって1300万人ものウクライナ人が故郷に戻れるのだ。大局的な判断をしていただきたいと願う」とつづった。

## 人物
尊敬する人物にジョン・F・ケネディを挙げている。政治家を志したきっかけは中川一郎の存在だったとされる。
自身の秘書から国会議員になった者は山花郁夫、尾立源幸、初鹿明博がいる。
日中国会議員書画展へ書画を提供している。

### 資産家
資産総額は90億円を下回ることはないとみられている程の政界きっての大資産家である。2008年1月の世界同時株安で、保有株の株価が下落し、評価額で30〜40億円近い含み損が発生したと、邦夫が発言している。
長野県軽井沢町には祖父一郎から受け継いだ別荘があり（弟の邦夫と土地を分けている）、その別荘の面する通りは「鳩山通り」と呼ばれている。また、軽井沢の宿泊施設「友愛山荘」の代表取締役でもある。軽井沢のまちづくりにも積極的に参画しており、軽井沢に別荘を所有する各界の著名人が中心となって設立された非営利団体『国際文化都市整備機構（FIACS）』の会長も務める。2010年7月20日、元北朝鮮工作員の金賢姫が初来日した際には、軽井沢の鳩山別荘に滞在させ、注目を集めた。

### 趣味
落語

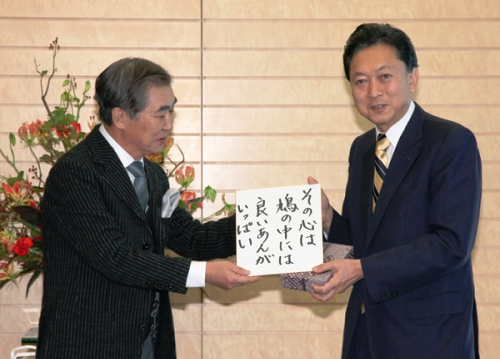
2009年、六代目桂文枝（桂三枝）と首相官邸で面会

毎日のように落語を聞いてから寝るという大の落語ファン。東京では立川志の輔。上方落語では六代目桂文枝（桂三枝）。2009年10月には桂が首相官邸に表敬し、面会している。また、2009年8月の衆議院選挙では大阪市北区の寄席「天満天神繁昌亭」で遊説している。
漫画
2005年12月に『オタクエリート No.1』の表紙モデルを務め、同誌 で鳩山は『三国志』を取り上げ、漫画の効用を説いた。また、大学時代には『週刊少年マガジン』や『週刊少年サンデー』だけでなく、『ガロ』まで読んでいたことを語っている。好きな漫画は前谷惟光の『ロボット三等兵』と桂正和の恋愛漫画『I"s』をあげている。2013年7月、中国の子ども記者が鳩山会館を訪問し取材を試みた際、幼少のころ「1番好きだったのはドラえもん」と回答した。ただし、ドラえもんの連載が始まった1969年当時、鳩山は22歳である。
2ちゃんねる
2001年ころに開設したYahoo!チャットにおけるプロフィールでネット上の好きなサイトの一つに2ちゃんねるをあげており自身も2ちゃんねらーであることを公言している。
韓流
2009年9月14日大韓民国の俳優イ・ソジンが総理就任を2日後に控えた鳩山の東京事務所を表敬訪問。幸夫人も同席。イが鳩山由に韓国の政権与党ハンナラ党の鄭夢準代表(当時)からの祝意と「是非近いうちに訪韓されることを期待する」とのメッセージを伝えた。同年11月27日、イが幸夫人の個人事務所を訪問。イの母親が漬けた白菜キムチと韓国人画家の絵、韓国製薬メーカーの健康食品のプレゼントを受けた。翌日、イ・ソジンが宿泊するホテルを鳩山夫妻が訪問した。2010年1月8日、イ・ソジンと夫妻で会食した。

### 注目を集めた発信
代替医療
2021年8月30日にTwitterにて、「お寿司屋さんから気で病気を治す道に転じた『さだじい』は科学の力を超えている」とし、癌や糖尿病の人にも気功治療を推薦する投稿を行った。
ワクチンに関するデマ
2022年7月13日、自身のTwitterアカウントで「［COVID-19］ワクチンを打つと入院確率が3倍になるとWHOが認めた」「ファイザーは大量のデータを削除した内部告発も発表」「ワクチン利権が陰謀論と切り捨てられないことが明らかになった」とツイートし、2022年8月12日時点で2万7000リツイート、5万いいねを集めるなど拡散された。しかし、そのような事実はなく、WHOの発表もファイザー社の内部告発に関する大手メディアの記事なども存在しない。菅義偉内閣で新型コロナワクチン接種推進担当大臣を務めた河野太郎からは「ワクチンデマ」と批判され、専門家からは「国民の命・健康と生活に関わる情報については特に、情報の真偽と発信が及ぼす影響について、発信者も十分に注意することが大切であり、元首相のように影響の大きな人物は自らの発する情報の正確性には十分注意してほしい」と求められた。
しかし、その後も2022年9月に自身のTwitter投稿で、WHOのロゴを使用した偽ニュースサイトの画像と共に、再度COVID-19ワクチンに関する誤情報を医学的根拠に基づかない持論とともに拡散し、メディアのファクトチェックでは「誤情報」との判断を受け、専門家などから厳しい批判を受けている。
ウクライナ情勢をめぐる偽情報
2023年7月9日、自身のツイッターでウクライナ情勢をめぐり「近々NATO首脳会議が開かれるが、ゼレンスキー大統領はNATO軍にロシアに対して核攻撃をして欲しいと要請している」「そんなことをしたら、ロシアが核で反撃することは間違いなく、全面的な核戦争で人類が滅びてしまいかねない」とつづり、「NATOがゼレンスキー大統領の要望を受け入れないことを切に望む」という趣旨のツイートを投稿するも、その後ツイッターの新機能「コミュニティノート」で、〝偽情報〟であると指摘され、同月12日鳩山は「ウクライナ語がわからず日本語訳を信じてゼレンスキーがNATOにロシアへの核攻撃を要請と書いたが、事実を確認できずお詫びして撤回する」と謝罪し、「正確にはロシアへの先制攻撃の要請であった」と説明した。
能登半島地震における原発をめぐる騒動
2024年1月2日、自身のX（旧ツイッター）で1月1日に発生した令和6年能登半島地震で震度7を観測した石川県志賀町にある志賀原子力発電所について、鳩山は「元旦の能登半島地震で亡くなられた方のご冥福をお祈りし、寒さの中被災された方々にお見舞いを申し上げます。気になるのは志賀原発で、爆発音がして変圧器の配管が破損して3500ℓの油が漏れて火災が起きた。それでも大きな異常なしと言えるのか。被害を過小に言うのは原発を再稼働させたいからだろう」と記述し、志賀原発で火災が起きたと記した。しかし、変圧器の火災は、作業員による誤認であることが既に報じられており、息子の紀一郎からも父のポストを引用し、「こちらのポストにつきまして、父には撤回を求めました」と指摘されるも、鳩山はその後も発言を撤回しなかった。

### 旧統一教会（世界平和統一家庭連合）との関わり
「（鳩山が）統一教会の合同結婚式で結婚した」という根拠不明の情報がネット上で拡散された。本人はTwitterで「完全に嘘」と否定し、一方で統一教会のイベントの出席や祝電の事実はあることは認めて謝罪をした。

## 評価

### 政治家として
- 政治家になるタイプとはとても見えなかったため、政治家に転身した際には、妻の幸夫人に（政治家になるよう）言われたのかと多くの人から聞かれたと、夫人に語ったという。鳩山本人はNHKの取材に、自分でも向いていないと思っていたが、やりたいと思ったときに背中を押してくれたのが夫人だったと語っている[237]。
- 代表就任時には韓国メディアから好意的に受け止められた。麻生総理との関係について朝鮮日報は「鳩山氏は“打倒自民党”の先頭に立ったが、まさに彼の祖父は55年体制を作った鳩山一郎元首相だ」「そのとき権力の座を引き下ろされた吉田茂元首相の孫がいま自民党を率いる麻生首相」と両者の因縁の関係を披露している。そのうえで、「孫がおじいさんの遺産（自民党）をつぶそうとする局面に、政敵の孫が遺産を守る政治ドラマが脚本なしで進行している」とも伝えた[238]。
- アメリカのTime誌はアメリカとの対等なパートナーシップを目指し、日本を事実上の一党独裁体制から民主主義の機能する国へと変えることに尽力した、賞賛に値する政治家と評した[239]。

2010年6月の首相退任時に日本新聞協会がまとめた各新聞社の論説は次のとおりである（掲載順）。
- 北海道新聞:「政治不信を一層深めた首相の責任は極めて重い。（略）『国民が徐々に聞く耳を持たなくなってきた。残念だ』首相は辞任を明らかにした民主党の両院議員総会でそう述べた。考え違いをしていないか。国民の声に対し『聞く耳を持たなかった』のは首相自身である」
- 新潟日報:「国民から見放された首相は退くしかない。その意味で辞任は当然である。米軍普天間飛行場の移設問題をはじめ、重要課題で首相は迷走を繰り返した。決断力と指導力、洞察力の欠如は明白である。政権交代への期待を裏切った罪は辞職で消えるものではない」
- 神戸新聞:「官僚任せでない、国民が主役の政治をつくる。子育てを社会全体で支える。無駄をなくし税金の使い道を変える。コンクリートから人へ公共事業のあり方を見直す。こうした訴えに新たな政治の可能性を見いだした人たちが、昨年夏の衆院選で民主党に圧倒的多数をもたらした。鳩山首相の最大の罪は、自らが掲げた理念に対する期待を、自らの言動で深い失望にまでおとしめた点にある」
- 御厨貴は総理時代の鳩山について「わずか9か月で退陣し、ただ国民に幻滅を与えただけの総理でした。」と評している[241]。
- 第5回孔子平和賞の最終候補に「日中関係やアジアの平和に対する貢献」などを理由に候補入りした[242]。
- 2020年に出版されたオバマの大統領時代の回顧録では、不器用だが感じの良い男(A pleasant if awkward fellow)と評された。当時日本の総理大臣は頻繁に交代していたため、「鳩山は3年足らずの間に4人目、私が就任してから2人目となる日本の首相だった。この10年間、日本政治が硬直化し、迷走したことの表れであり、彼も7カ月後にはいなくなっていた」と記されている。[243]

### 科学者として
- 千葉大学教授の小林正弥（公共哲学）は「科学者だった鳩山由紀夫は、幸夫人の影響で、科学の限界を知り、気をはじめとする目に見えない超越的な存在や未確認飛行物体UFOなどを信ずるようになり、唯物的な価値観に反対して自然との共生という思想を広げたいと思うようになった」「私はこのような科学の限界を自覚することを、ギリシャのソクラテスの「無知の知」にならって、現代的な「無知の知」と呼んでいる。科学者・鳩山は、科学的知識の成果について傲慢になることなく、まさに科学について「無知の知」を持っていると言うことができる」として、鳩山をソクラテスになぞらえて賞賛した[244]。
- 作家の佐藤優は鳩山の博士論文について「英語が見事で、内容も素晴らしい。本物の学者だった」と評している[245]。

## 政治資金

### 個人献金虚偽記載
2009年6月、鳩山の資金管理団体「友愛政経懇話会」の政治資金収支報告書に、故人からの献金が記載されていることが発覚。5人の「故人」が延べ10回、5年に渡っておよそ120万円を献金したことになっていた。同月、実際には鳩山に献金していないのに個人献金したとして収支報告書に記載されている人が複数いることが発覚した。記載されたリストの中には住所自体が存在せず、実際には存在していない人物も含まれていた。鳩山は報道を受けて五百蔵洋一弁護士に調査を依頼、6月30日の記者会見 で、実体のない問題のある寄付は2005年から4年間で延べ193人分、総額2,177万円に上ると発表。鳩山はこれらの虚偽記載について会計実務担当の公設秘書が独断でやったとし秘書を解雇した。また、この政治資金収支報告書のなかで、5万円以下などの条件を満たす匿名の個人献金の総額が2003年から2007年の5年間で計2億3千万円に上り、国会議員のなかで突出して多いことがわかった。
北海道9区民主党支部
また鳩山の地元・北海道9区の道議、市議、町議ら42人が、鳩山が代表を務める「民主党北海道9区総支部」に対して、毎年12月25日のクリスマスに、数十万円、5年間で1,650万円の献金を行っていた。特に、2005年のクリスマスの献金に関して、当日は日曜日であり、一般銀行の多くが振り込みはできないはずだが、例年通り、巨額の献金が計上されていた。これに関して、「地方議員が国会議員に献金するなんて聞いたことない。ましてや政界有数のお金持ちに上納する必要なんてあるのか」「クリスマスの日曜日に1人1人から集金して回ったのか」と疑問が呈された。9区総支部の会計責任者は「毎月受け取った寄付金は年末に一括計上している」としたが、他の町議などから、「総支部には年1回一定額を寄付している。党費は別に払っている」、「支部から送られてきた振込用紙に金額を記入し、前期、後期に分けて振り込んでいる」と異なる説明がなされる一方、複数の道議や市議が、「鳩山代表が各市町村議員に渡して払わせているという一部報道は事実に反する」と否定。また、同支部の政治資金収支報告書には会計責任者の現職道議の記載がないなど不透明な部分もあった。
鳩山は2009年6月30日に「私の個人献金額があまりにも少ないので、秘書が心配してやってくれたのだと思う」と発言。この発言内容に対して与野党から異論が噴出したため、7月3日には、「企業・団体献金が『鳩山はカネを持っているから』ということで、なかなか集まらない。その焦りもあったと思う」と語る。同7月3日には東京都内の市民団体「鳩山由紀夫を告発する会」から政治資金規正法違反の疑いで告発を受けた（のち東京地方検察庁が不起訴処分としたため、2010年1月28日に検察審査会宛審査申し立てをした）。翌7月4日の会見では、「もともと8000万円ほど貸し付けている。これ以上増やすのは、秘書にとってつらい話になったのではないか」「本人に聞いたわけではなく推測だ」と述べ、再三発言を修正した。
岡田克也民主党幹事長は「記者会見すら拒否している人がほとんどの自民党が、説明責任が足りないといって騒ぎ立てている」と自民党を批判し、鳩山の対応を「自民党にも様々な疑惑があるが、自ら非を認めて謝罪をしたのは鳩山氏だけだ」と評価し当初は説明責任を果たしたとした。しかし、読売新聞の世論調査で「鳩山氏が説明責任を果たしていない」が約8割を占めたことを受け、「与党が攻め立てているので、国民が『十分説明を果たしていない』と考えたのではないか。我々も、もっと伝える努力をしなければならない」と述べた。小沢鋭仁民主党国民運動委員長は「（献金の原資が）鳩山さん個人の金であることは間違いない。脱税の疑いなどはまずない。ただ、監督責任はあると思っている」と述べ、複数の道議や市議が主張した「鳩山代表が各市町村議員に渡して払わせているという一部報道は事実に反する」との発言を否定。なお鳩山は過去に、「資金管理団体、政党支部の代表者は政治家本人。事務的なミスではない」との発言していた。
2009年9月の総選挙終了後、東京地検特捜部が寄付者から参考人聴取を行うなど捜査を開始。総務省が2009年9月30日に公開した2008年度分の政治資金収支報告書によると、寄付者70人中、8割近い55人が虚偽記載の寄付者であった。
2009年10月、鳩山側の調査で虚偽寄付者として政治資金収支報告書から削除した「寄付者」のうちの10人が、実際には「献金している」と証言していることが判明し、鳩山側の調査がずさんであったことが指摘された。『産経新聞』は「正規の献金を装うための隠蔽工作だった可能性も浮上している」と報じている。個人が政治献金をすると所得税控除がされるが、「友愛政経懇話会」は総務省へ虚偽の寄付者についての所得税控除のための申請をし証明を受けていた。2005年から2007年分だけで113人分があり、総務省は66人分については不適切な申請として、取得した証明書の返還を要請したが、「友愛政経懇話会」は返還をしていなかった。
匿名献金が鳩山家による献金
同10月25日に匿名献金の大半が鳩山家から出ていることが判明し、故人献金は偽装献金だった疑いが強まり、政治資金規正法に抵触する可能性も出た。鳩山は過去に、（出納責任者の逮捕による）小林温自民党参議院議員への連座制適用について、「辞任は当然。むしろ、出納責任者が逮捕された段階でお辞めになるべきだった」、「選挙のお金を扱う責任者の連座は当然。官房長官の発言はおかしい」と主張して、秘書が選挙違反を行い、直接関与していない小林も責任を取るべきと発言していた。また、事務所費問題について批判した際に、「資金管理団体、政党支部の代表者は政治家本人。領収書の多重使用などは事務的なミスではない」と発言している。自民党はこの過去の発言を取り上げて追及したが、鳩山は責任の取り方については明言を避けた。
実母からの資金提供
同11月25日、鳩山の実母が5年間で約9億円に上る資金提供をしていたことが判明した。東京地検特捜部はこのうちの一部が偽装献金の原資に充てられていた可能性があるとした。資金提供は鳩山氏側への貸付金として処理されているが、鳩山は「私の知る範囲で、そのようなものはないと信じている」と説明していた。同12月27日、実母からの資金提供が贈与にあたるとして、同日までに贈与税の納付手続きをしたことを明らかにした。資金提供は2002年から約12億6千万円あり、納税見込み額は約6億円になると説明した。2010年12月、国税当局が2002年、2003年分の計約1億3000万円を鳩山側に還付していたことが分かった。納付時に課税時効が成立していたことが理由だが、鳩山は結果的に、この2年分の課税を免れた形となった。
秘書起訴
会計事務担当だった勝場啓二元公設第1秘書が政治資金規正法違反の「虚偽記載」で在宅起訴、会計責任者だった芳賀大輔元政策秘書が政治資金規正法違反の「重大な過失」で略式起訴され、鳩山本人は、容疑不十分で不起訴となった。2009年12月24日、鳩山は責任を痛感するとして国民に謝罪した記者会見で「秘書の責任は国会議員の責任」と自民党の議員たちを追及してきたことに関して「私腹を肥やすような場合には議員辞職ということもあるが、私の場合は違う」と議員辞職はしないと述べた。
2010年1月15日に小沢一郎の資金管理団体「陸山会」土地購入を巡る政治資金規正法違反事件で元秘書石川知裕民主党衆議院議員ら3名が逮捕された。翌16日、鳩山は記者会見で小沢に対し「（検察と）どうぞ戦ってください」と答え、野党やマスコミから批判された。一方で、ジャーナリストの高野孟や田原総一朗、衆議院議員の鈴木宗男は鳩山を擁護した。翌17日に鳩山は「検察を批判するとか、捜査に予断を与えるものでは一切ない」と釈明し、発言は「不適切だと思っていない」と明言した。同年2月12日の衆議院予算委員会において与謝野馨は、母親からの資金提供などは政治資金規正法違反でありうると糾弾した。
2010年3月29日の勝場啓二被告の初公判で、被告が起訴事実を認め禁固2年を求刑されたことについて鳩山は「勝場君は私のためを思って働いてくれて、このようなことを犯してしまった。私という政治家がいなければ、こういう罪を犯さなくて済んだ」と語った。その上で、首相の責務を全うする考えを強調した。
2010年4月22日、第二回公判で鳩山の秘書に対して政治資金規正法違反で禁固2年、執行猶予3年の有罪判決が言い渡され、5月7日、検察・弁護側ともに控訴せずに判決が確定した。
不起訴処分となった鳩山について、東京第4検察審査会は2010年4月21日付で不起訴相当と議決した。一方で、鳩山が母親からの資金提供を知らなかったとしていることなどを「素朴な国民感情として考えがたい」と付言した。
その後、総理辞任後の翌6月9日付で芳賀を再び政策秘書に任用していたことが判明した。これを受け、日本共産党の機関誌・しんぶん赤旗は、特別職の国家公務員に公民権停止中の人物を就任させることの是非を問うた。

### 事務所賃料
鳩山の母親が所有する北海道室蘭市内のビルを、相場の5分の1以下となる月10万円の賃料で借りていたことが2009年10月1日に明らかにされた。相場との差額は寄付として政治資金収支報告書に記載する必要があり、年間で600万円以上の差額が生じているが政治資金報告書には記載していない。2009年10月24日には永田町にある鳩山個人事務所の賃料を政治資金収支報告書に記載していなかったことが明らかにされ、賃料は政治家個人が資金管理団体に献金できる限度額（年間1000万円）を超えていると試算された が、個人事務所側は2005年から2008年にかけて事務所費として収支報告書に「年間約120万から約380万円」と記載し、賃料については鳩山個人が支払っているとして記載していないとした。鳩山は、「個人事務所として使っているのでいちいち記載する義務はないと理解している。法的に問題はないという認識だ」と述べた。また、鳩山の関連団体がビル1棟を相場より安い値段で借りていると報じられたが、鳩山は「適性だと思う」という見解を示した。

### 株の売却益の記載漏れ
2009年11月2日、鳩山が株の売却益約7200万円を確定申告していないことが発覚した。鳩山は「手違いがあった」と不作為的なものであると主張した。11月10日、鳩山は衆院に資産訂正届を届けた。その結果、2日に明らかになった記載漏れ以外にも膨大な資産についての記載がもれていたことが明らかとなり、訂正総額は合計5億円を超えた。11月11日、鳩山は、「恵まれた家庭に育ったため、資産管理が極めてずさんだった」と説明した。自民党では大島理森幹事長が「脱税の疑いがある」と批判し、棚橋泰文は2009年11月17日の衆院法務委員会において鳩山を「脱税総理」と呼び、委員会が一時紛糾している。

## 選挙歴
| 当落 | 選挙                   | 執行日         | 選挙区      | 政党         | 得票数     | 得票率 | 定数 | 得票順位 /候補者数 | 政党内比例順位 /政党当選者数 |
| ---- | ---------------------- | -------------- | ----------- | ------------ | ---------- | ------ | ---- | ------------------ | ---------------------------- |
| 当   | 第38回衆議院議員総選挙 | 1986年07月06日 | 旧北海道4区 | 自由民主党   | 9万3001票  | 16.1%  | 5    | 2/7                | /                            |
| 当   | 第39回衆議院議員総選挙 | 1990年02月18日 | 旧北海道4区 | 自由民主党   | 8万5516票  | 14.7%  | 5    | 3/7                | /                            |
| 当   | 第40回衆議院議員総選挙 | 1993年07月18日 | 旧北海道4区 | 新党さきがけ | 11万1824票 | 21.1%  | 5    | 1/7                | /                            |
| 当   | 第41回衆議院議員総選挙 | 1996年10月20日 | 北海道9区   | 旧民主党     | 13万1936票 | 52.8%  | 1    | 1/3                | /                            |
| 当   | 第42回衆議院議員総選挙 | 2000年06月25日 | 北海道9区   | 民主党       | 13万1500票 | 45.5%  | 1    | 1/3                | /                            |
| 当   | 第43回衆議院議員総選挙 | 2003年11月09日 | 北海道9区   | 民主党       | 14万1442票 | 50.0%  | 1    | 1/3                | /                            |
| 当   | 第44回衆議院議員総選挙 | 2005年09月11日 | 北海道9区   | 民主党       | 15万50票   | 49.3%  | 1    | 1/3                | /                            |
| 当   | 第45回衆議院議員総選挙 | 2009年08月30日 | 北海道9区   | 民主党       | 20万1461票 | 66.4%  | 1    | 1/4                | /                            |

## 所属していた議員連盟や関係団体
- 国立追悼施設を考える会（副会長）
- みんなで靖国神社に参拝する国会議員の会
- 地下式原子力発電所政策推進議員連盟（顧問）
- 恒久平和のために真相究明法の成立を目指す議員連盟（会長）[309]
- 在日韓国人をはじめとする永住外国人住民の法的地位向上を推進する議員連盟
- ホームエンタテイメント議員連盟（副会長）
- 北京オリンピックを支援する議員の会（会長代理）[310]
- 日中友好議員連盟（副会長）[311]
- 日朝友好議員連盟
- 日韓議員連盟（顧問）[312]
- 日韓海底トンネル推進議員連盟（発起人）
- 日韓からアジアの新機軸を考える会
- 天皇陛下御即位二十年奉祝国会議員連盟（副会長・常任幹事）
- チベット問題を考える議員連盟
- 北朝鮮に拉致された日本人を早期に救出するために行動する議員連盟（顧問）
- ラグビーワールドカップ2019日本大会成功議員連盟（顧問）
- 日華議員懇談会
- 親学推進議員連盟（顧問）
- 民主党ワイン産業振興議員連盟（名誉顧問）
- 民主党新時代娯楽産業健全育成プロジェクトチーム（顧問）
- 民主党日韓議員交流委員会（委員長）
- TPPを慎重に考える会（顧問）
- クラスター爆弾禁止推進議員連盟（発起人）
- アイヌ民族の権利確立を考える議員の会（世話人）

## 役職
- 同志社大学文化情報学部客員教授（2005年就任）
- 鳩山友愛塾（塾長代行）[313]
- 特定非営利活動法人日本・ロシア協会（日ロ協会）[314]（会長）
- 公益財団法人友愛（旧・一般財団法人日本友愛協会）（第4代理事長）[315]
- 一般財団法人東京芸術財団理事[316]

## 家族・親族
- 高祖父・博房（美作勝山藩士）
- 高祖父・渡辺努（信濃国松本藩士）

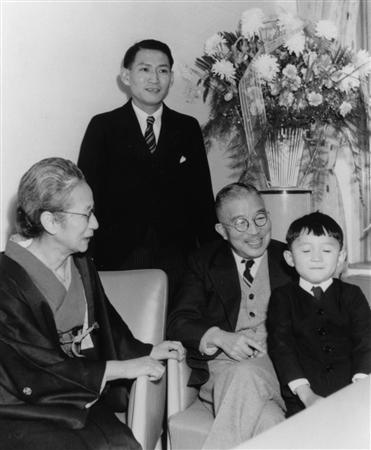
鳩山薫（左から1人目）、鳩山威一郎（左から2人目）、鳩山一郎（右から2人目）と

- 曾祖父・和夫（弁護士、政治家・衆議院議長）
- 曾祖母・春子（共立女子大学創立者）
- 曾祖父・寺田栄（貴族院議員）
- 祖父・一郎（弁護士、政治家・第52・53・54代内閣総理大臣）
  - 一郎が居館として建てた洋館鳩山会館(文京区音羽)では当時多くの政治家が訪れ、戦後政治の画期となった自由党（現・自由民主党）の創設や日ソ国交回復の下準備が行われた[317]。現在は、記念館として一般に公開されている[317]。
- 祖母・薫（共立女子大学学長）（戸籍上は、「鳩山薫」[318]）
- 祖父・石橋正二郎（ブリヂストン創業者）
- 大叔父・秀夫（東京大学法学部教授）
- 大伯母・カヅ（司法大臣鈴木喜三郎に嫁ぐ）
- 父・威一郎（外務大臣）
- 母・安子（ブリヂストン創業者石橋正二郎長女）
- 叔母・信子（父方、指揮者渡邉暁雄に嫁ぐ）
- 姉・和子（鳩山友愛塾塾長、工学博士・筑波大学名誉教授井上多門夫人）
- 弟・邦夫（第10代総務大臣）
- 妻・幸（宝塚歌劇団卒業生。宝塚歌劇団在団時の芸名・若みゆき）
- 長男・紀一郎（衆議院議員、元東京大学大学院工学系研究科専任講師）
- 義妹・エミリー（元タレント）
- 甥・太郎（政治家・元東京都議会議員・総務大臣政務秘書官）
- 姪・華子（高実華子の名で歌手、たかみはなこ（高見華子）の名でイラストレーターとして活動）
- 甥・二郎（衆議院議員、前大川市長、元法務大臣政務秘書官）
- 従兄・成毛滋（ギタリスト。石橋正二郎次女・典子の息子）

### 系譜
鳩山家（東京都文京区・大田区）
鳩山家は17世紀から、後に勝山藩主となる三浦氏の家臣で、1764年、三浦氏の国替えに伴って三河国西尾（現・愛知県）から勝山へ移った。以後、代々三浦家に仕え、主に江戸藩邸勤めをしていたようである。明治維新時の当主、鳩山重右衛門（十右衛門との表記もある）博房は、江戸留守居役として藩の江戸屋敷を取り仕切っていたという。
1862年、文久の改革により参勤交代が3年に1度に緩和されると、各藩も経費のかかる江戸の屋敷を閉鎖することが多くなり、鳩山家も勝山の地に移り住むことになった。このため、鳩山和夫は、6歳の時に勝山の地で生活を始めているが、約5年間生活したあと、江戸に戻った。こうした経緯から鳩山和夫の曾孫にあたる鳩山由紀夫と鳩山邦夫は、ルーツ探しのため何度か勝山を訪れている。
鳩山家の墓は勝山藩主三浦家の菩提寺安養寺にあるが、一部は鳩山兄弟によって岡山県真庭市久世の重願寺に改葬された。
| 鳩山由紀夫 | 父: 鳩山威一郎 | 祖父: 鳩山一郎   | 曾祖父: 鳩山和夫   |
| 鳩山由紀夫 | 父: 鳩山威一郎 | 祖父: 鳩山一郎   | 曾祖母: 鳩山春子   |
| 鳩山由紀夫 | 父: 鳩山威一郎 | 祖母: 鳩山薫     | 曾祖父: 寺田栄     |
| 鳩山由紀夫 | 父: 鳩山威一郎 | 祖母: 鳩山薫     | 曾祖母: 寺田いく   |
| 鳩山由紀夫 | 母: 鳩山安子   | 祖父: 石橋正二郎 | 曾祖父: 石橋徳次郎 |
| 鳩山由紀夫 | 母: 鳩山安子   | 祖父: 石橋正二郎 | 曾祖母: 石橋マツ   |
| 鳩山由紀夫 | 母: 鳩山安子   | 祖母: 石橋昌子   | 曾祖父: 太田惣三郎 |
| 鳩山由紀夫 | 母: 鳩山安子   | 祖母: 石橋昌子   | 曾祖母: -          |

|                  |                  |                  |                  |                  |                  |  |  | 上野季三郎 | 上野季三郎 | 上野季三郎 | 上野季三郎 | 上野季三郎 | 上野季三郎 |  |  | 美智子     | 美智子     | 美智子     | 美智子     | 美智子     | 美智子     |  |  | 團伊玖磨   | 團伊玖磨   | 團伊玖磨   | 團伊玖磨   | 團伊玖磨   | 團伊玖磨   |  |  |            |            |            |            |            |            |  |  |        |        |        |        |        |        |
|                  |                  |                  |                  |                  |                  |  |  | 上野季三郎 | 上野季三郎 | 上野季三郎 | 上野季三郎 | 上野季三郎 | 上野季三郎 |  |  | 美智子     | 美智子     | 美智子     | 美智子     | 美智子     | 美智子     |  |  | 團伊玖磨   | 團伊玖磨   | 團伊玖磨   | 團伊玖磨   | 團伊玖磨   | 團伊玖磨   |  |  |            |            |            |            |            |            |  |  |        |        |        |        |        |        |
|                  |                  |                  |                  |                  |                  |  |  |            |            |            |            |            |            |  |  |            |            |            |            |            |            |  |  |            |            |            |            |            |            |  |  | 成毛滋     |            |            |            |            |            |  |  |        |        |        |        |        |        |
|                  |                  |                  |                  |                  |                  |  |  |            |            |            |            |            |            |  |  |            |            |            |            |            |            |  |  |            |            |            |            |            |            |  |  |            |            |            |            |            |            |  |  |        |        |        |        |        |        |
|                  |                  |                  |                  |                  |                  |  |  | 團琢磨     | 團琢磨     | 團琢磨     | 團琢磨     | 團琢磨     | 團琢磨     |  |  | 團伊能     | 團伊能     | 團伊能     | 團伊能     | 團伊能     | 團伊能     |  |  | 朗子       | 朗子       | 朗子       | 朗子       | 朗子       | 朗子       |  |  |            |            |            |            |            |            |  |  |        |        |        |        |        |        |
|                  |                  |                  |                  |                  |                  |  |  | 團琢磨     | 團琢磨     | 團琢磨     | 團琢磨     | 團琢磨     | 團琢磨     |  |  | 團伊能     | 團伊能     | 團伊能     | 團伊能     | 團伊能     | 團伊能     |  |  | 朗子       | 朗子       | 朗子       | 朗子       | 朗子       | 朗子       |  |  |            |            |            |            |            |            |  |  |        |        |        |        |        |        |
|                  |                  |                  |                  |                  |                  |  |  |            |            |            |            |            |            |  |  |            |            |            |            |            |            |  |  |            |            |            |            |            |            |  |  | 成毛厚子   |            |            |            |            |            |  |  |        |        |        |        |        |        |
|                  |                  |                  |                  |                  |                  |  |  |            |            |            |            |            |            |  |  |            |            |            |            |            |            |  |  |            |            |            |            |            |            |  |  |            |            |            |            |            |            |  |  |        |        |        |        |        |        |
|                  |                  |                  |                  |                  |                  |  |  | 太田惣三郎 | 太田惣三郎 | 太田惣三郎 | 太田惣三郎 | 太田惣三郎 | 太田惣三郎 |  |  | 昌子       | 昌子       | 昌子       | 昌子       | 昌子       | 昌子       |  |  | 石橋幹一郎 | 石橋幹一郎 | 石橋幹一郎 | 石橋幹一郎 | 石橋幹一郎 | 石橋幹一郎 |  |  |            |            |            |            |            |            |  |  |        |        |        |        |        |        |
|                  |                  |                  |                  |                  |                  |  |  | 太田惣三郎 | 太田惣三郎 | 太田惣三郎 | 太田惣三郎 | 太田惣三郎 | 太田惣三郎 |  |  | 昌子       | 昌子       | 昌子       | 昌子       | 昌子       | 昌子       |  |  | 石橋幹一郎 | 石橋幹一郎 | 石橋幹一郎 | 石橋幹一郎 | 石橋幹一郎 | 石橋幹一郎 |  |  |            |            |            |            |            |            |  |  |        |        |        |        |        |        |
|                  |                  |                  |                  |                  |                  |  |  |            |            |            |            |            |            |  |  |            |            |            |            |            |            |  |  |            |            |            |            |            |            |  |  | 井上多門   |            |            |            |            |            |  |  |        |        |        |        |        |        |
|                  |                  |                  |                  |                  |                  |  |  |            |            |            |            |            |            |  |  |            |            |            |            |            |            |  |  |            |            |            |            |            |            |  |  |            |            |            |            |            |            |  |  |        |        |        |        |        |        |
|                  |                  |                  |                  |                  |                  |  |  |            |            |            |            |            |            |  |  | 石橋正二郎 | 石橋正二郎 | 石橋正二郎 | 石橋正二郎 | 石橋正二郎 | 石橋正二郎 |  |  | 典子       | 典子       | 典子       | 典子       | 典子       | 典子       |  |  |            |            |            |            |            |            |  |  |        |        |        |        |        |        |
|                  |                  |                  |                  |                  |                  |  |  |            |            |            |            |            |            |  |  | 石橋正二郎 | 石橋正二郎 | 石橋正二郎 | 石橋正二郎 | 石橋正二郎 | 石橋正二郎 |  |  | 典子       | 典子       | 典子       | 典子       | 典子       | 典子       |  |  |            |            |            |            |            |            |  |  |        |        |        |        |        |        |
|                  |                  |                  |                  |                  |                  |  |  | 石橋徳次郎 | 石橋徳次郎 | 石橋徳次郎 | 石橋徳次郎 | 石橋徳次郎 | 石橋徳次郎 |  |  |            |            |            |            |            |            |  |  |            |            |            |            |            |            |  |  | 和子       | 和子       | 和子       | 和子       | 和子       | 和子       |  |  |        |        |        |        |        |        |
|                  |                  |                  |                  |                  |                  |  |  | 石橋徳次郎 | 石橋徳次郎 | 石橋徳次郎 | 石橋徳次郎 | 石橋徳次郎 | 石橋徳次郎 |  |  |            |            |            |            |            |            |  |  |            |            |            |            |            |            |  |  | 和子       | 和子       | 和子       | 和子       | 和子       | 和子       |  |  |        |        |        |        |        |        |
|                  |                  |                  |                  |                  |                  |  |  |            |            |            |            |            |            |  |  | 石橋慶一   | 石橋慶一   | 石橋慶一   | 石橋慶一   | 石橋慶一   | 石橋慶一   |  |  | 安子       | 安子       | 安子       | 安子       | 安子       | 安子       |  |  |            |            |            |            |            |            |  |  |        |        |        |        |        |        |
|                  |                  |                  |                  |                  |                  |  |  |            |            |            |            |            |            |  |  | 石橋慶一   | 石橋慶一   | 石橋慶一   | 石橋慶一   | 石橋慶一   | 石橋慶一   |  |  | 安子       | 安子       | 安子       | 安子       | 安子       | 安子       |  |  |            |            |            |            |            |            |  |  |        |        |        |        |        |        |
|                  |                  |                  |                  |                  |                  |  |  |            |            |            |            |            |            |  |  |            |            |            |            |            |            |  |  |            |            |            |            |            |            |  |  | 幸         |            |            |            |            |            |  |  |        |        |        |        |        |        |
|                  |                  |                  |                  |                  |                  |  |  | 池田勇人   | 池田勇人   | 池田勇人   | 池田勇人   | 池田勇人   | 池田勇人   |  |  | 直子       | 直子       | 直子       | 直子       | 直子       | 直子       |  |  |            |            |            |            |            |            |  |  |            |            |            |            |            |            |  |  | 紀一郎 | 紀一郎 | 紀一郎 | 紀一郎 | 紀一郎 | 紀一郎 |
|                  |                  |                  |                  |                  |                  |  |  |            | 池田勇人   | 池田勇人   | 池田勇人   | 池田勇人   | 池田勇人   |  |  | 直子       | 直子       | 直子       | 直子       | 直子       | 直子       |  |  |            |            |            |            |            |            |  |  |            |            |            |            |            |            |  |  | 紀一郎 | 紀一郎 | 紀一郎 | 紀一郎 | 紀一郎 | 紀一郎 |
|                  |                  |                  |                  |                  |                  |  |  |            |            |            |            |            |            |  |  |            |            |            |            |            |            |  |  |            |            |            |            |            |            |  |  | 由紀夫     |            |            |            |            |            |  |  |        |        |        |        |        |        |
|                  |                  |                  |                  |                  |                  |  |  |            |            |            |            |            |            |  |  |            |            |            |            |            |            |  |  |            |            |            |            |            |            |  |  |            |            |            |            |            |            |  |  |        |        |        |        |        |        |
|                  |                  |                  |                  |                  |                  |  |  |            |            |            |            |            |            |  |  |            |            |            |            |            |            |  |  | 威一郎     | 威一郎     | 威一郎     | 威一郎     | 威一郎     | 威一郎     |  |  |            |            |            |            |            |            |  |  | 太郎   | 太郎   | 太郎   | 太郎   | 太郎   | 太郎   |
|                  |                  |                  |                  |                  |                  |  |  |            |            |            |            |            |            |  |  |            |            |            |            |            |            |  |  | 威一郎     | 威一郎     | 威一郎     | 威一郎     | 威一郎     | 威一郎     |  |  |            |            |            |            |            |            |  |  | 太郎   | 太郎   | 太郎   | 太郎   | 太郎   | 太郎   |
|                  |                  |                  |                  |                  |                  |  |  |            |            |            |            |            |            |  |  | 鈴木喜三郎 | 鈴木喜三郎 | 鈴木喜三郎 | 鈴木喜三郎 | 鈴木喜三郎 | 鈴木喜三郎 |  |  |            |            |            |            |            |            |  |  | 邦夫       | 邦夫       | 邦夫       | 邦夫       | 邦夫       | 邦夫       |  |  |        |        |        |        |        |        |
|                  |                  |                  |                  |                  |                  |  |  |            |            |            |            |            |            |  |  | 鈴木喜三郎 | 鈴木喜三郎 | 鈴木喜三郎 | 鈴木喜三郎 | 鈴木喜三郎 | 鈴木喜三郎 |  |  |            |            |            |            |            |            |  |  | 邦夫       | 邦夫       | 邦夫       | 邦夫       | 邦夫       | 邦夫       |  |  |        |        |        |        |        |        |
|                  |                  |                  |                  |                  |                  |  |  |            |            |            |            |            |            |  |  |            |            |            |            |            |            |  |  |            |            |            |            |            |            |  |  |            |            |            |            |            |            |  |  | 華子   |        |        |        |        |        |
|                  |                  |                  |                  |                  |                  |  |  |            |            |            |            |            |            |  |  |            |            |            |            |            |            |  |  |            |            |            |            |            |            |  |  |            |            |            |            |            |            |  |  |        |        |        |        |        |        |
|                  |                  |                  |                  |                  |                  |  |  | 春子       | 春子       | 春子       | 春子       | 春子       | 春子       |  |  | カヅ       | カヅ       | カヅ       | カヅ       | カヅ       | カヅ       |  |  |            |            |            |            |            |            |  |  | エミリー   | エミリー   | エミリー   | エミリー   | エミリー   | エミリー   |  |  |        |        |        |        |        |        |
|                  |                  |                  |                  |                  |                  |  |  | 春子       | 春子       | 春子       | 春子       | 春子       | 春子       |  |  | カヅ       | カヅ       | カヅ       | カヅ       | カヅ       | カヅ       |  |  |            |            |            |            |            |            |  |  | エミリー   | エミリー   | エミリー   | エミリー   | エミリー   | エミリー   |  |  |        |        |        |        |        |        |
|                  |                  |                  |                  |                  |                  |  |  |            |            |            |            |            |            |  |  |            |            |            |            |            |            |  |  | 信子       | 信子       | 信子       | 信子       | 信子       | 信子       |  |  |            |            |            |            |            |            |  |  | 二郎   | 二郎   | 二郎   | 二郎   | 二郎   | 二郎   |
|                  |                  |                  |                  |                  |                  |  |  |            |            |            |            |            |            |  |  |            |            |            |            |            |            |  |  | 信子       | 信子       | 信子       | 信子       | 信子       | 信子       |  |  |            |            |            |            |            |            |  |  | 二郎   | 二郎   | 二郎   | 二郎   | 二郎   | 二郎   |
| 鳩山十右衛門博房 | 鳩山十右衛門博房 | 鳩山十右衛門博房 | 鳩山十右衛門博房 | 鳩山十右衛門博房 | 鳩山十右衛門博房 |  |  | 和夫       | 和夫       | 和夫       | 和夫       | 和夫       | 和夫       |  |  | 一郎       | 一郎       | 一郎       | 一郎       | 一郎       | 一郎       |  |  |            |            |            |            |            |            |  |  | 渡邉康雄   | 渡邉康雄   | 渡邉康雄   | 渡邉康雄   | 渡邉康雄   | 渡邉康雄   |  |  |        |        |        |        |        |        |
| 鳩山十右衛門博房 | 鳩山十右衛門博房 | 鳩山十右衛門博房 | 鳩山十右衛門博房 | 鳩山十右衛門博房 | 鳩山十右衛門博房 |  |  | 和夫       | 和夫       | 和夫       | 和夫       | 和夫       | 和夫       |  |  | 一郎       | 一郎       | 一郎       | 一郎       | 一郎       | 一郎       |  |  |            |            |            |            |            |            |  |  | 渡邉康雄   | 渡邉康雄   | 渡邉康雄   | 渡邉康雄   | 渡邉康雄   | 渡邉康雄   |  |  |        |        |        |        |        |        |
|                  |                  |                  |                  |                  |                  |  |  |            |            |            |            |            |            |  |  |            |            |            |            |            |            |  |  | 渡邉曉雄   |            |            |            |            |            |  |  |            |            |            |            |            |            |  |  |        |        |        |        |        |        |
|                  |                  |                  |                  |                  |                  |  |  |            |            |            |            |            |            |  |  |            |            |            |            |            |            |  |  |            |            |            |            |            |            |  |  |            |            |            |            |            |            |  |  |        |        |        |        |        |        |
|                  |                  |                  |                  |                  |                  |  |  | 寺田栄     | 寺田栄     | 寺田栄     | 寺田栄     | 寺田栄     | 寺田栄     |  |  | 薫         | 薫         | 薫         | 薫         | 薫         | 薫         |  |  |            |            |            |            |            |            |  |  | 渡邉規久雄 | 渡邉規久雄 | 渡邉規久雄 | 渡邉規久雄 | 渡邉規久雄 | 渡邉規久雄 |  |  |        |        |        |        |        |        |
|                  |                  |                  |                  |                  |                  |  |  | 寺田栄     | 寺田栄     | 寺田栄     | 寺田栄     | 寺田栄     | 寺田栄     |  |  | 薫         | 薫         | 薫         | 薫         | 薫         | 薫         |  |  |            |            |            |            |            |            |  |  | 渡邉規久雄 | 渡邉規久雄 | 渡邉規久雄 | 渡邉規久雄 | 渡邉規久雄 | 渡邉規久雄 |  |  |        |        |        |        |        |        |
|                  |                  |                  |                  |                  |                  |  |  |            |            |            |            |            |            |  |  |            |            |            |            |            |            |  |  | 玲子       |            |            |            |            |            |  |  |            |            |            |            |            |            |  |  |        |        |        |        |        |        |
|                  |                  |                  |                  |                  |                  |  |  |            |            |            |            |            |            |  |  |            |            |            |            |            |            |  |  |            |            |            |            |            |            |  |  |            |            |            |            |            |            |  |  |        |        |        |        |        |        |
|                  |                  |                  |                  |                  |                  |  |  |            |            |            |            |            |            |  |  | 秀夫       | 秀夫       | 秀夫       | 秀夫       | 秀夫       | 秀夫       |  |  |            |            |            |            |            |            |  |  | 明         | 明         | 明         | 明         | 明         | 明         |  |  | 玲人   | 玲人   | 玲人   | 玲人   | 玲人   | 玲人   |
|                  |                  |                  |                  |                  |                  |  |  |            |            |            |            |            |            |  |  | 秀夫       | 秀夫       | 秀夫       | 秀夫       | 秀夫       | 秀夫       |  |  |            |            |            |            |            |            |  |  | 明         | 明         | 明         | 明         | 明         | 明         |  |  | 玲人   | 玲人   | 玲人   | 玲人   | 玲人   | 玲人   |
|                  |                  |                  |                  |                  |                  |  |  |            |            |            |            |            |            |  |  |            |            |            |            |            |            |  |  | 道夫       |            |            |            |            |            |  |  |            |            |            |            |            |            |  |  |        |        |        |        |        |        |
|                  |                  |                  |                  |                  |                  |  |  |            |            |            |            |            |            |  |  |            |            |            |            |            |            |  |  |            |            |            |            |            |            |  |  |            |            |            |            |            |            |  |  |        |        |        |        |        |        |
| 箕作秋坪         | 箕作秋坪         | 箕作秋坪         | 箕作秋坪         | 箕作秋坪         | 箕作秋坪         |  |  | 菊池大麓   | 菊池大麓   | 菊池大麓   | 菊池大麓   | 菊池大麓   | 菊池大麓   |  |  | 千代子     | 千代子     | 千代子     | 千代子     | 千代子     | 千代子     |  |  |            |            |            |            |            |            |  |  |            |            |            |            |            |            |  |  |        |        |        |        |        |        |
| 箕作秋坪         | 箕作秋坪         | 箕作秋坪         | 箕作秋坪         | 箕作秋坪         | 箕作秋坪         |  |  | 菊池大麓   | 菊池大麓   | 菊池大麓   | 菊池大麓   | 菊池大麓   | 菊池大麓   |  |  | 千代子     | 千代子     | 千代子     | 千代子     | 千代子     | 千代子     |  |  |            |            |            |            |            |            |  |  |            |            |            |            |            |            |  |  |        |        |        |        |        |        |

## 栄典
- ポルトガル: メリット勲章グランド・クロス（英語版） -
- ロシア: 友好勲章（英語版） - （2011年6月20日）
- ベトナム: 友好勲章（英語版） - （2013年10月29日）

## 著作

### 単著
- 『新憲法試案 ― 尊厳ある日本を創る』（PHP研究所、2005年）
- 『対米従属を問う 北方領土・沖縄・マスメディア』（旬報社、2013年）
- 『脱　大日本主義』（平凡社、2017年）※鳩山友紀夫名義

### 共著
- 『民益論 ― われら官僚主導を排す』菅直人・古川元久 共著、PHP研究所、1997年）
- 『いま、子どもたちが殺される ―学校崩壊・いじめ・家庭内暴力…歪んだ教育の病弊を衝く』濤川栄太共著、日本文芸社、1999年）
- 蛭田有一『鳩山由紀夫―蛭田有一フォト・インタビュー集』（求龍堂、2002年）
- 高野孟共著『民主党の原点―何のための政権交代だったのか』（花伝社、2012年）
- 孫崎享、植草一秀共著『「対米従属」という宿痾』（飛鳥新社、2013年）
- 『対米従属を問う 北方領土・沖縄・マスメディア』金平茂紀、屋良朝博共著（旬報社、2013）
- 『東アジア共同体と沖縄の未来』進藤栄一、稲嶺進、孫崎享、高野孟共著（花伝社、2014年）
- 『韓国・北朝鮮とどう向き合うか』辺真一、高野孟、朴斗鎮共著（花伝社、2014年）
- 『辺野古に基地はいらない！ 〜オール沖縄・覚悟の選択〜』大田昌秀、呉屋守將、山城博治、孫崎享、高野孟（花伝社、2014年）
- 『ウクライナ危機の実相と日露関係』下斗米伸夫、コンスタンチン・サルキソフ、木村三浩、アナトリー・コーシキン、高野孟（花伝社、2015年）
- 『なぜ、いま東アジア共同体なのか』進藤榮一、高野孟、中島政希、島袋純（花伝社、2015年）
- 『「戦争のできる国」ではなく「世界平和の要の国」へ 集団的自衛権、辺野古新基地、TPP参加などなど』金平茂紀、孫崎享共著（あけび書房、2016年）
- 『誰がこの国を動かしているのか 一握りの人による、一握りの人のための政治を変える』白井聡、木村朗共著（詩想社、2016年）
- 『習近平体制の真相に迫る』徐静波、岡田充、村田忠禧、高野孟共著（花伝社、2016年）
- 『抑止力のことを学び抜いたら、究極の正解は「最低でも国外」』柳澤協二共著. かもがわ出版, 2017.7
- 『沖縄謀叛』大田昌秀,松島泰勝, 木村朗共編著. かもがわ出版, 2017.8
- 『株式会社化する日本 平成の実相から戦後日本の深層を読み解く』内田樹,木村朗共著. 詩想社新書 2019.3
- 『次の日本へ 共和主義宣言』首藤信彦共著. 詩想社新書, 2019.9
- 『脱大日本主義の薦め』木村朗共監修, 友愛政治研究会 編. 晃洋書房, 2020.3
- 『もうひとつの日米戦後史 原爆投下から始まった欺瞞に満ちた戦後史』オリバー・ストーン,ピーター・カズニック,木村朗共著. 詩想社新書, 2020.4
- 『出る杭の世直し白書 「なんでも官邸団」に成り下がった政財官を斬る!』孫崎享,前川喜平, 植草一秀共著. ビジネス社, 2021.10

### 翻訳
- A.ペッチェイ『「成長の限界」に学ぶ』小学館、2000年

### 編集
- 孔子直系第75代当主孔詳林主編、北尾吉孝他訳『世界初の三か国語訳 中日英対訳　論語』三冬社、2018年（「鳩山友紀夫」名義で「名誉総編集」者のひとりとして関与）

### レコード
若いころは美声の持ち主として知られた。1988年、シングルレコード「Take HEART〜翔びたて平和の鳩よ〜」をテイチクレコードに製造を委託した自主製作盤として発表した。レコードB面は同じ曲のコーラス版。2009年10月30日にCDとして再発売された。現在ではカラオケ(UGA)でも配信されている。
- 収録曲
  - Take HEART〜翔びたて平和の鳩よ〜
    - 作詞・作曲：ゲンゴロウ[注釈 7]、編曲：横山純一、歌：鳩山由紀夫

  - Take HEART〜翔びたて平和の鳩よ〜
    - 作詞・作曲：ゲンゴロウ[注釈 7]、編曲：菅原峰子、歌：菅原峰子&ボニークラック